# Нікішовець
Нікішовець (пол. Nikiszowiec, нім. Nickischschacht), житловий масив Нікішовець, робітниче містечко Нікішовець — район міста Катовиці, Польща, що відомий своїм нетиповим плануванням та архітектурою. Район входить до допоміжної одиниці гміни Янув-Нікішовець Катовиці.
На початку XX століття містечко для робітників збудували німецькі архітектори Еміль і Георг Цільмани з ініціативи промислової компанії Georg von Giesches Erben поруч з шахтним стовбуром Нікіш, від якого й отримало назву. Житловий масив Нікішовець є унікальним і повністю збереженим зразком соціального населеного пункту початку XX століття. Він складається з дев'яти житлових кварталів, його будинки переважно триповерхові, виконані з червоної цегли у єдиному дизайні та мають архітектурні деталі для різноманітності; шість його кварталів з'єднанні в єдиний комплекс проходами, що підтримуються аркадами. Житловий масив створювали відразу із соціальною інфраструктурою: централізованим електропостачанням, водопостачанням, каналізацією, церквою, закладами послуг, торгівлі, освіти та культури.
Робітниче містечко Нікішовець вважається однією з головних історичних та архітектурних пам'яток міста Катовиці та Сілезії, він внесено до реєстру нерухомих пам'яток Польщі, а також є пам'яткою історії культурної спадщини Польщі та об'єктом туристичного автомобільного Шляху європейської промислової спадщини.
Район Нікішовець відомий не тільки архітектурними особливостями, а й своїми мешканцями: в різні роки тут жили відомі спортсмени, художники, про нього знімали фільми та писали книги.

## Назва
Назва «Нікішовець» є полонізованою формою німецької назви. Німецька назва робочого поселення «Nickisch Shaft» (Нікішшахт) походить від розташованого неподалік шахтного стовбура «Нікіш», названого за ім'ям барона Фрідріха Нікіша фон Розенега, який був з 1897 року членом колегії представників компанії Georg von Giesches Erben, яка володіла «Нікіш».   

## Географія

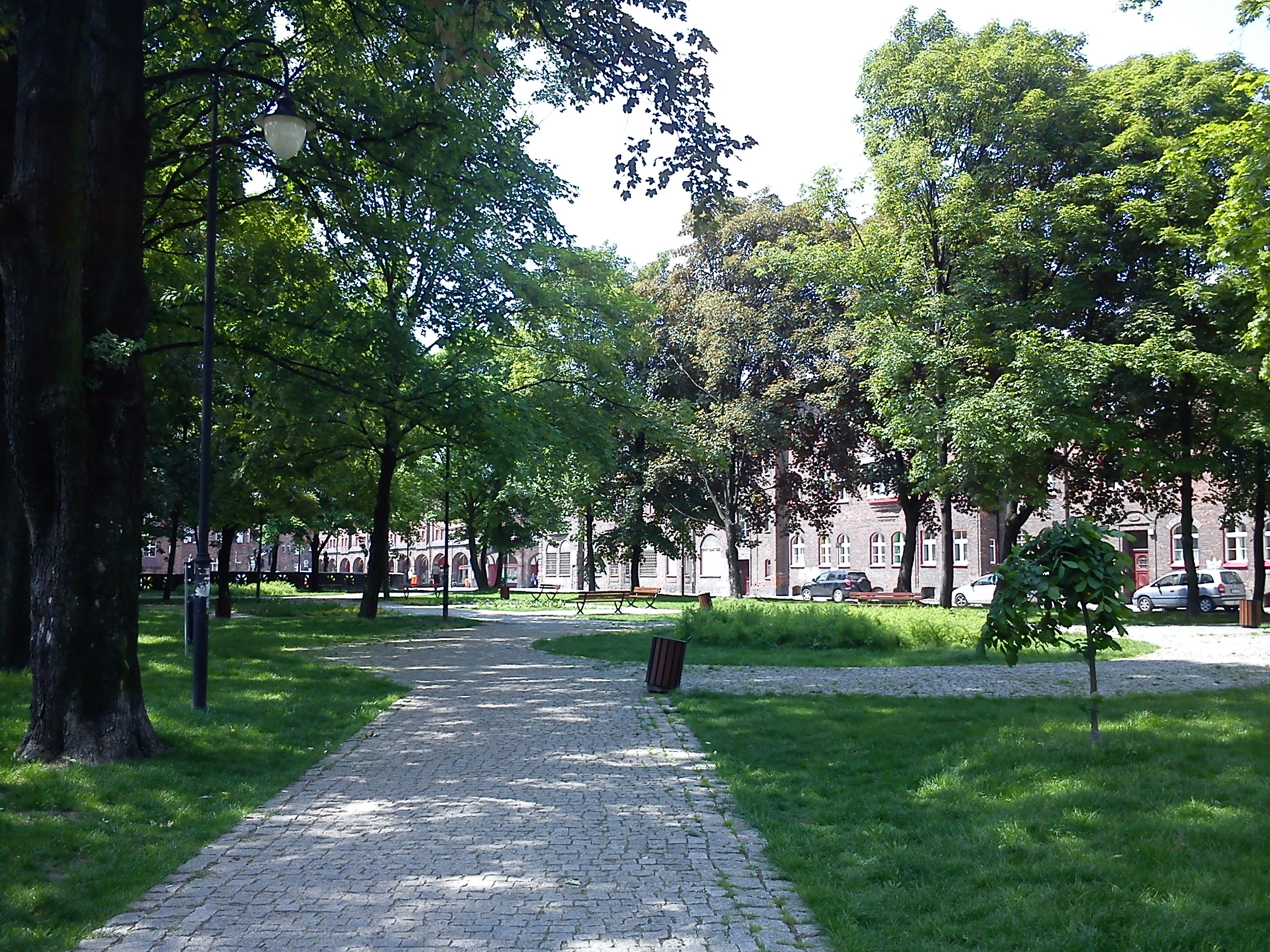
Фрагмент площі Еміля і Георга Цільманів у Нікішовець

Нікішовець розташований у східній частині міста Катовиці, в районі Янув-Нікішовець, на схід від вулиці Шопеніцької та на південь від вулиці З.Налковської; з півдня та сходу район оточують незабудовані території.
Територія робітничого містечка Нікішовець розташована на Катовицькій височині, яка є частиною географічного макрорегіону Сілезька височина. Геологічно Нікішовець розташовано на Верхньосілезькій западині, яка заповнена девонськими та кам'яновугільними відкладеннями. Геоморфологічно Нікішовець належить до плато Мурчек, яке складено з кам'яновугільних утворень. В районі є великі фрагменти третинних денудаційних рівнин, які мають абсолютні висоти понад 300 м над рівнем моря.
Клімат мало чим відрізняється від клімату Катовиць: помірний клімат з холодною зимою та теплим та вологим літом. Середньорічна температура становить 8,1 °C, а середньорічна кількість опадів — 713,8 мм.
Житловий масив Нікішовець розташований у басейні річки Вісли, на лівому березі річки Болини, притоці Чорної Пшемші. Великих ресурсів підземних вод тут немає, на водний баланс підземних вод значною мірою впливає гірнича діяльність, що пов'язана з осушенням шахт.
На південний схід і північний захід від території містечка розташовані лісові масиви. В містечку є парки: парк Еміля та Георга Цільманів (в районі площі Визволення) та парк Янувської групи художників (на вулиці Замковій, поруч з Початковою школою № 6). На території району Нікішовець та його найближчих околиць немає об'єктів охорони природи чи природних пам'яток регіонального або державного значення.

## Історія

### Початок

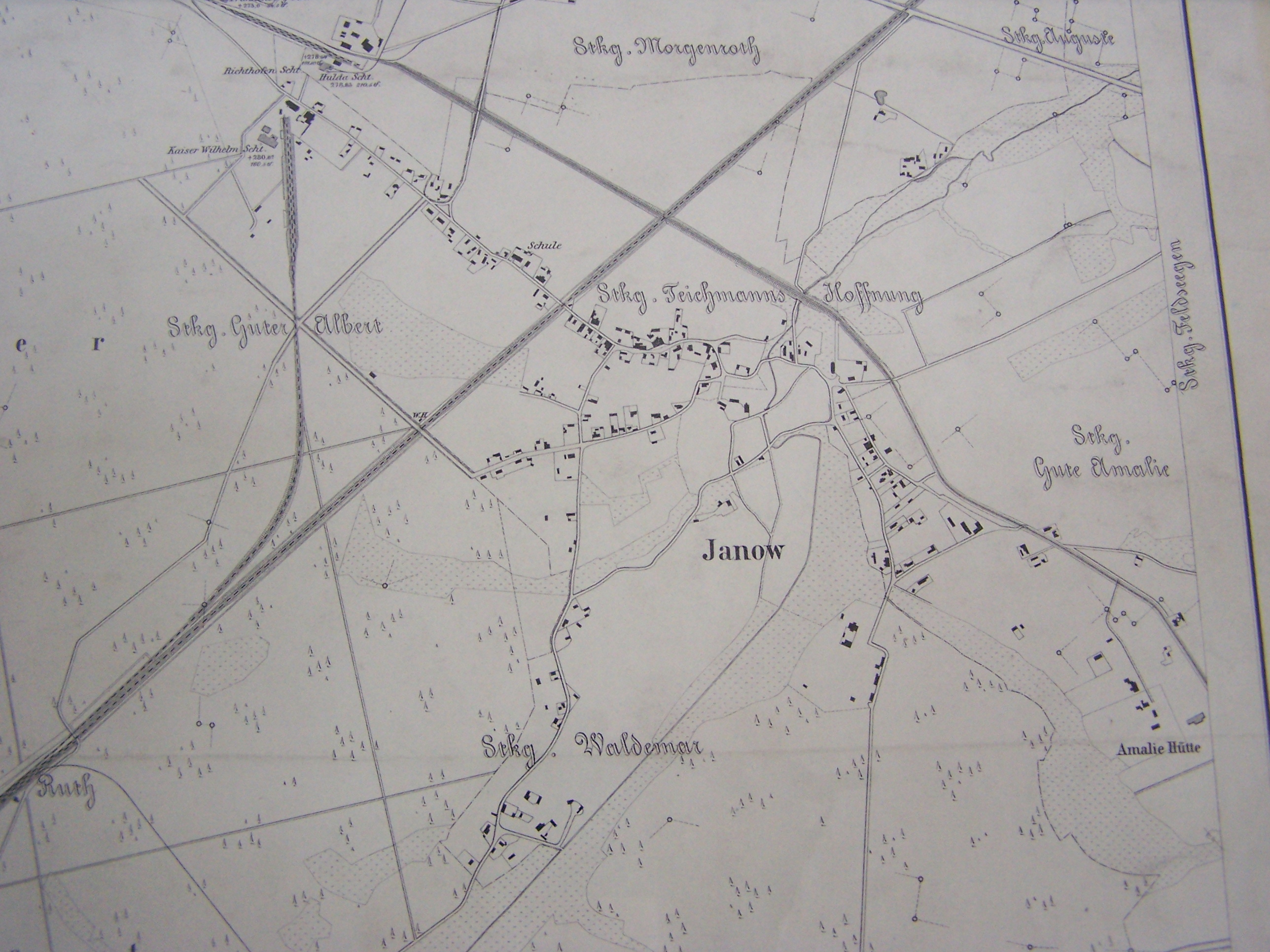
Фрагмент карти Янува кінця ХІХ ст.

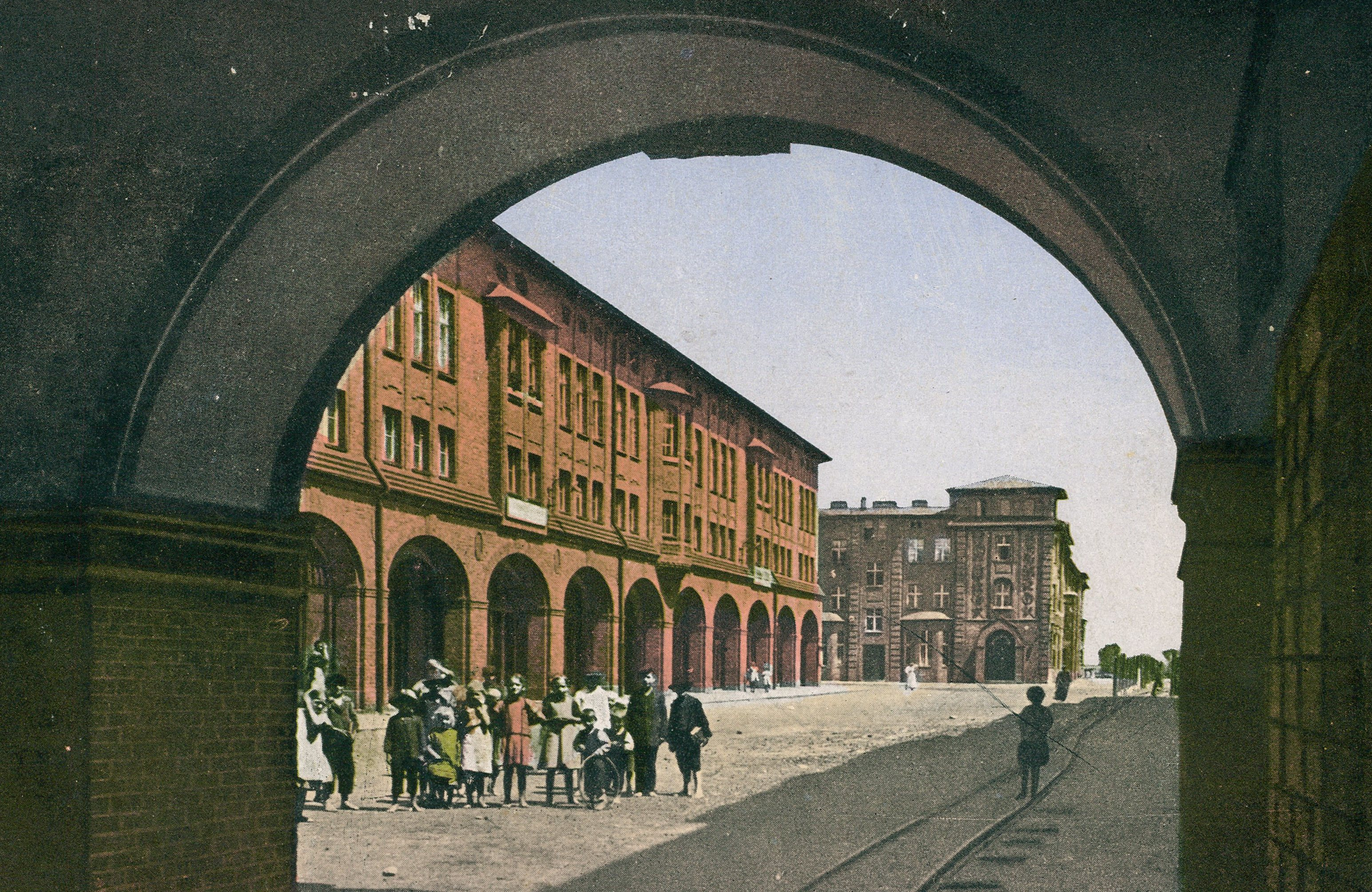
Вид на площу Визволення, будинок з аркадами та пошту, 1912 р.

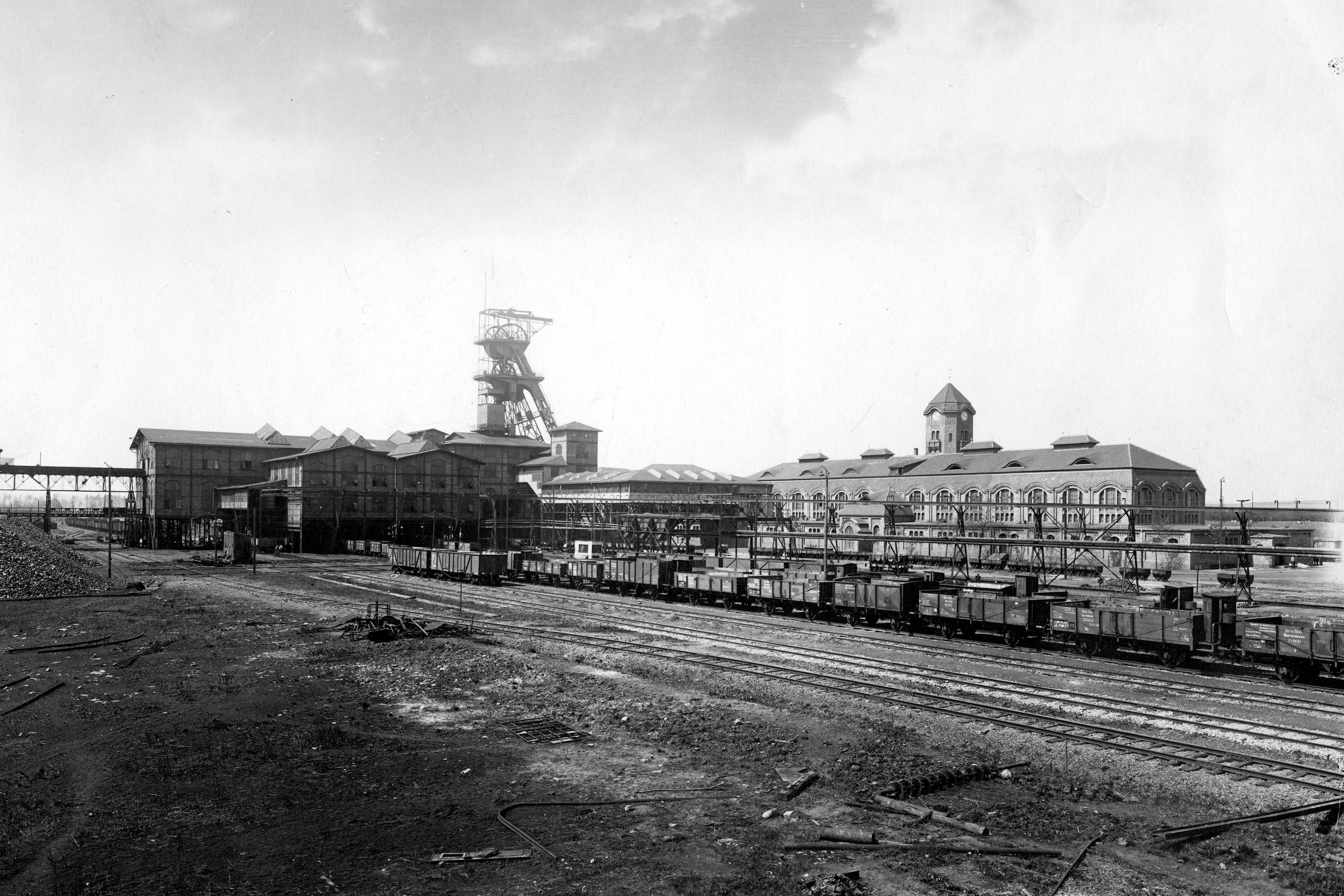
Кам'яновугільна шахта «Гіше», фото 1930-х років 20 століття

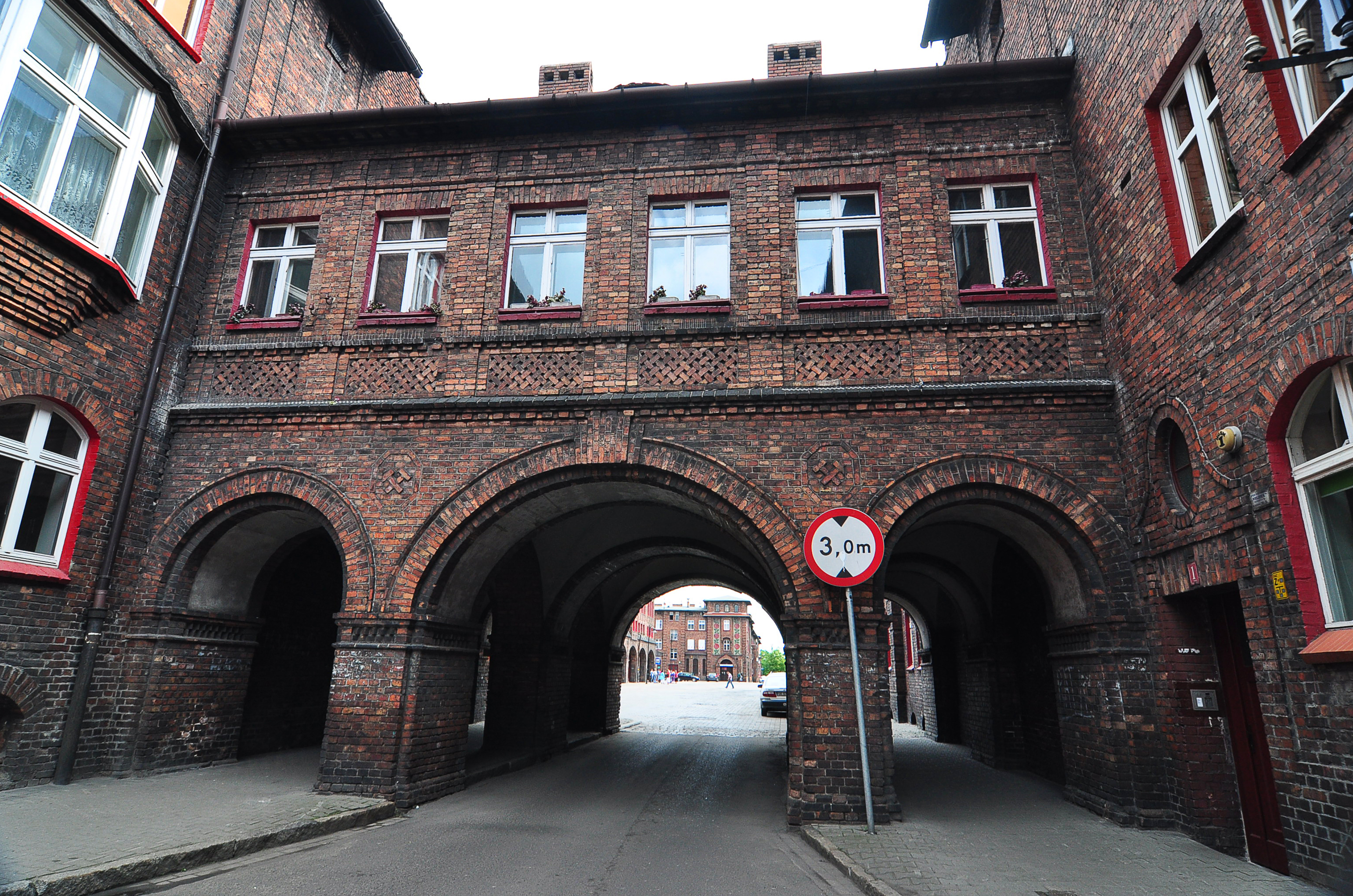
Будівля з'єднання кварталів

Територія сучасного робітничого містечка Нікішовець почала забудовуватися в лісових масивах гміни Янува на початку XX століття, поруч з новим стовбуром з назвою "Нікіш" кам’яновугільної консолідованої шахти «Гіше» (пізніше шахта «Вєчорек»), що належала промисловій компанії Georg von Giesches Erben. Попит на вугілля підштовхнув компанію до розширення виробництва та створення нових шахтних стовбурів.
Потреба у робітниках на нових промислових об'єктах змусила керівництво компанії піклуватися про житло для них. Тодішній генеральний директор компанії, німецький таємний гірничий радник Антон Утеман вирішив побудувати житлове містечко для робітників неподалік від шахтних розробок та виробництва. Це містечко мало відповідати умовам, викладеним в Акті про поселення 1904 року, тобто мати відповідну технічну інфраструктуру та комунальні споруди.

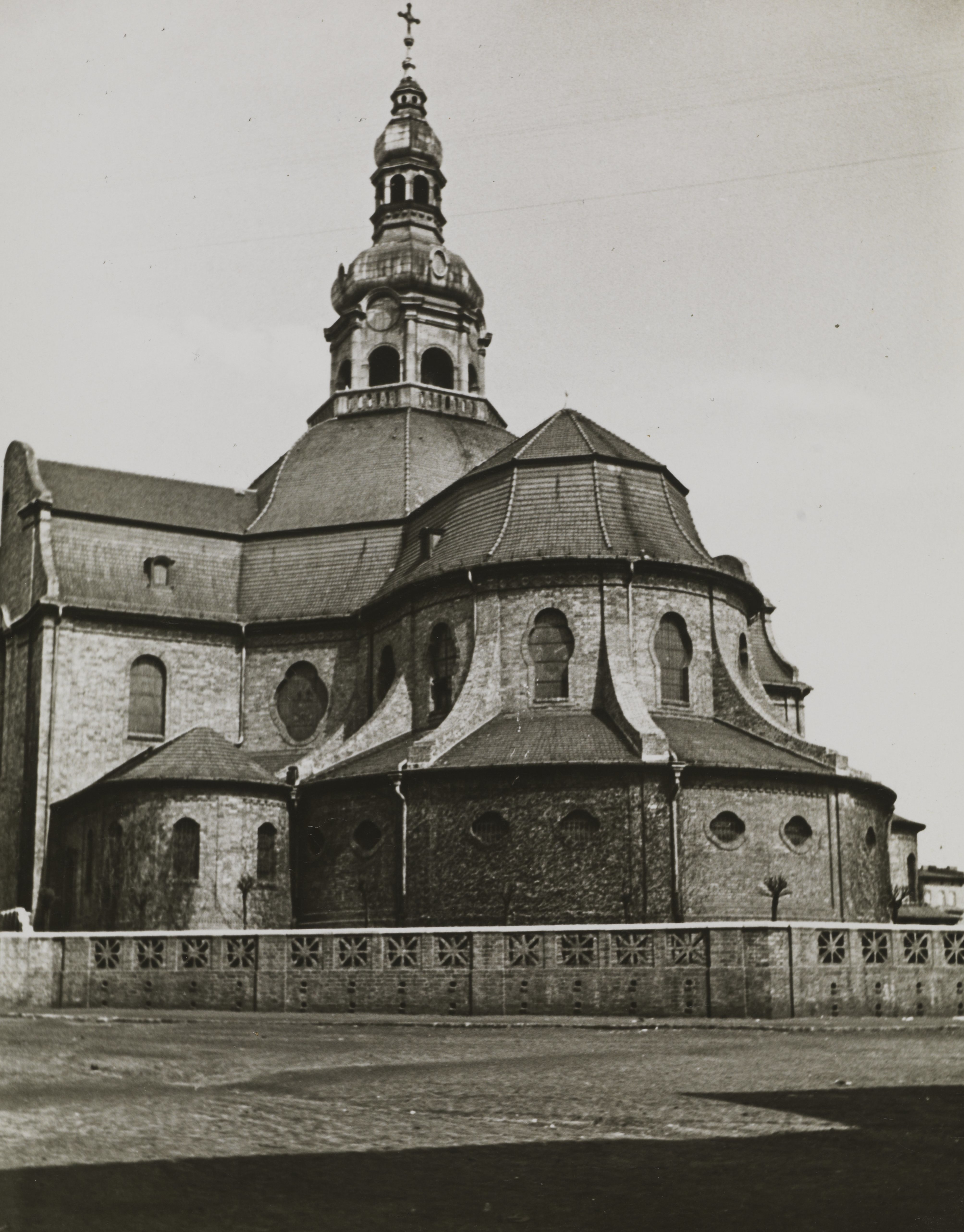
Костел Св. Анни, 1939 рік

У 1907 році заснували робітниче містечко Гішовець для гірників, зайнятих на стовбурі головної шахти «Гіше». Незабаром виявилося, що підготовлених квартир було замало. Під будівництво нового житлового масиву для близько 5 тисяч робітників і службовців виділили територію площею 20 гектарів на північний схід від Гішовець у районі стовбурів «Нікіш» та «Крамер». Житловий масив отримав назву Нікішшахт (з німецької «Nickisch Shacht»). Проєкт містечка Нікішовець створили німецькі архітектори, двоюрідні брати Еміль і Георг Цільмани з Шарлоттенбурга, які проєктували містечко Гішовець, а будівельними роботами керував генеральний директор промислової компанії Georg von Giesches Erben Антон Утеман. Архітектори Цільмани у 1903–1911 роках також спроєктували комплекси стовбурів «Нікіш» та «Пуласький», до яких входило оголовок стовбура з підйомною вежею, машинне відділення, лазня, склад та приміщення пожежної частини й управління. 
 

Житловий масив Нікішовець планувалось будувати у стилі еклектики з переважанням форм модерну та історизму, в ньому мали бути костел, школи, побутові заклади, заклади громадського харчування, торгівлі, протипожежні установки, система електрики, водопостачання та каналізації. Будівництво житлового масиву почалось у 1908 році, а восени 1911 року вже ввели в експлуатацію перший житловий будинок. У 1914 році заселили 6 кварталів та на центральній площі містечка розпочалося будівництво необарокового костелу Св. Анни, який також спроєктували брати Цільмани. З початком Першої світової війни будівництво храму зупинили, а добудовували його у 1922—1927 роках. Станом на 1919 рік у робітничому містечку Нікішовець побудовано комплекс з 9 кварталів, але повністю проєкт не реалізовано, на північний схід від костелу Св. Анни квартал не забудували, на цьому місці у 1930 році створили парк Еміля і Георга Цільманів.

### Період Першої світової війни
Під час Першої світової війни на виробництві не вистачало чоловіків, тому на роботу у шахту наймали жінок і хлопців віком від 14 до 16 років, також працювали військовополонені та наймані робітники з Російської імперії; у 1917 році 33 % персоналу шахти «Нікіш» становили військовополонені. Під час війни жителі Нікішовець страждали від багатьох хвороб через недоїдання, наприкінці війни в житловому масиві спалахнула епідемія тифу. Складності з харчуванням через високі ціни та низькі зарплати призвели до страйку 8—11 вересня 1916 року, на якому шахтарі вимагали підвищення зарплати та покращення продовольчого забезпечення містечка. Страйк закінчився частковим успіхом — керівництво шахти дозволило закупити додаткові харчові продукти. У липні 1918 року знову стався страйк, на якому шахтарі вимагали скорочення робочого дня, й з 1 жовтня 1918 року на шахті ввели 8-годинний робочий день. 

### Міжвоєнний період

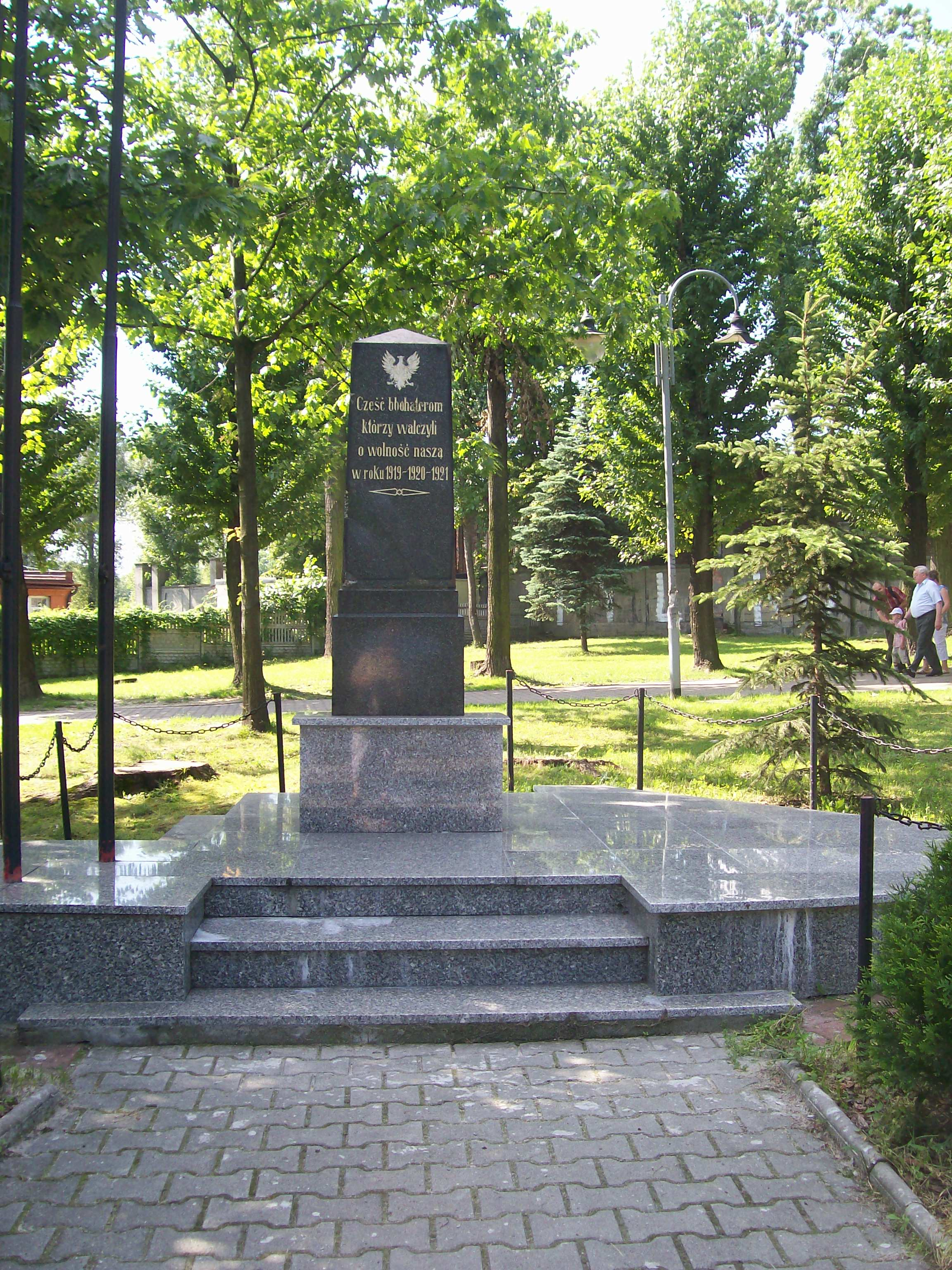
Пам'ятник Сілезьким повстанцям

Після закінчення Першої світової війни більшість мешканців району Нікішовець хотіли приєднання Верхньої Сілезії до Польщі, тому 1919 року в містечку створили осередок Польської військової організації, який готував її учасників до збройної боротьби. 13 серпня 1919 року шахтарі стовбура "Нікіш", як й усі робітники консолідованої шахти «Гіше» приєдналися до загального страйку, який перетворився у Перше Сілезьке повстання, під час якого точилися запеклі бої за приєднання областей Верхньої Сілезії до Польщі. Про події тих часів розповідає фільм Казімежа Куца «Сіль чорної землі». Під час Другого Сілезького повстання 19 серпня 1920 року шахтарі «Нікіш» роззброїли німецьку поліцію у містечку та розпочали страйк, який тривав тиждень. Після повстання в містечку німецьку поліцію замінили на змішану, що назвалась Abstimmungspolizei, тобто «Поліція плебісциту», та  складалась наполовину з поляків і німців.  
20 березня 1921 року на плебісциті щодо приєднання Верхній Сілезії до Німеччини чи Польщі, 74,3 % мешканців містечка Нікішовець проголосувало за приєднання до Польщі, але загальні результати плебісциту у Верхній Сілезії мали низькі показники для Польщі, тому в ніч з 2 на 3 травня 1921 р. розпочалось Третє Сілезьке повстання. Повстанці з робітничого містечка Нікішовець брали участь у боях біля гори Святої Анни.
У травні 1922 року, відповідно до німецько-польської конвенції в Женеві, Верхня Сілезія увійшла до складу Другої Польської Республіки, після цього робітниче містечко офіційно замість Нікішшахт дістало назву Нікішовець, а назви його вулиць змінили на польські. У 1924 році Нікішовець разом із Гішовцем включили до сільської гміни Янув.  
Шахтарі були розчаровані погіршенням умов життя у післявоєнний період, тому за період 1922—1939 років на консолідованій шахті «Гіше» відбулося вісім страйків. Місцевий революційний рух очолив один із провідних комуністичних активістів Верхньої Сілезії, шахтар Юзеф Вечорек. Страйки, що відбувалися в той час, були зображені у фільмі Казімежа Куца «Перлина в короні».
У міжвоєнний період у містечку Нікішовець популяризували польську культуру та розвивали діяльність багатьох громадських організацій, серед яких гімнастичне товариство «Sokół», чоловічий хор ім. Станіслава Монюшка, мішаний хор «Свобода», Товариство народного читання та Польське товариство скаутингу.
У 1935 році керівництво консолідованої шахти «Гіше» вирішило полонізувати назви шахтних стволів, в наслідок чого стовбур «Нікіш» отримав назву «Понятовський», а стовбур «Крамер» назву «Пуласький». 
У 1936 році в робітничому містечку Нікішовець проживало 7 тисяч 185 осіб — переважно родини гірників стовбурів «Пуласький» та «Понятовський». 

### Період Другої світової війни

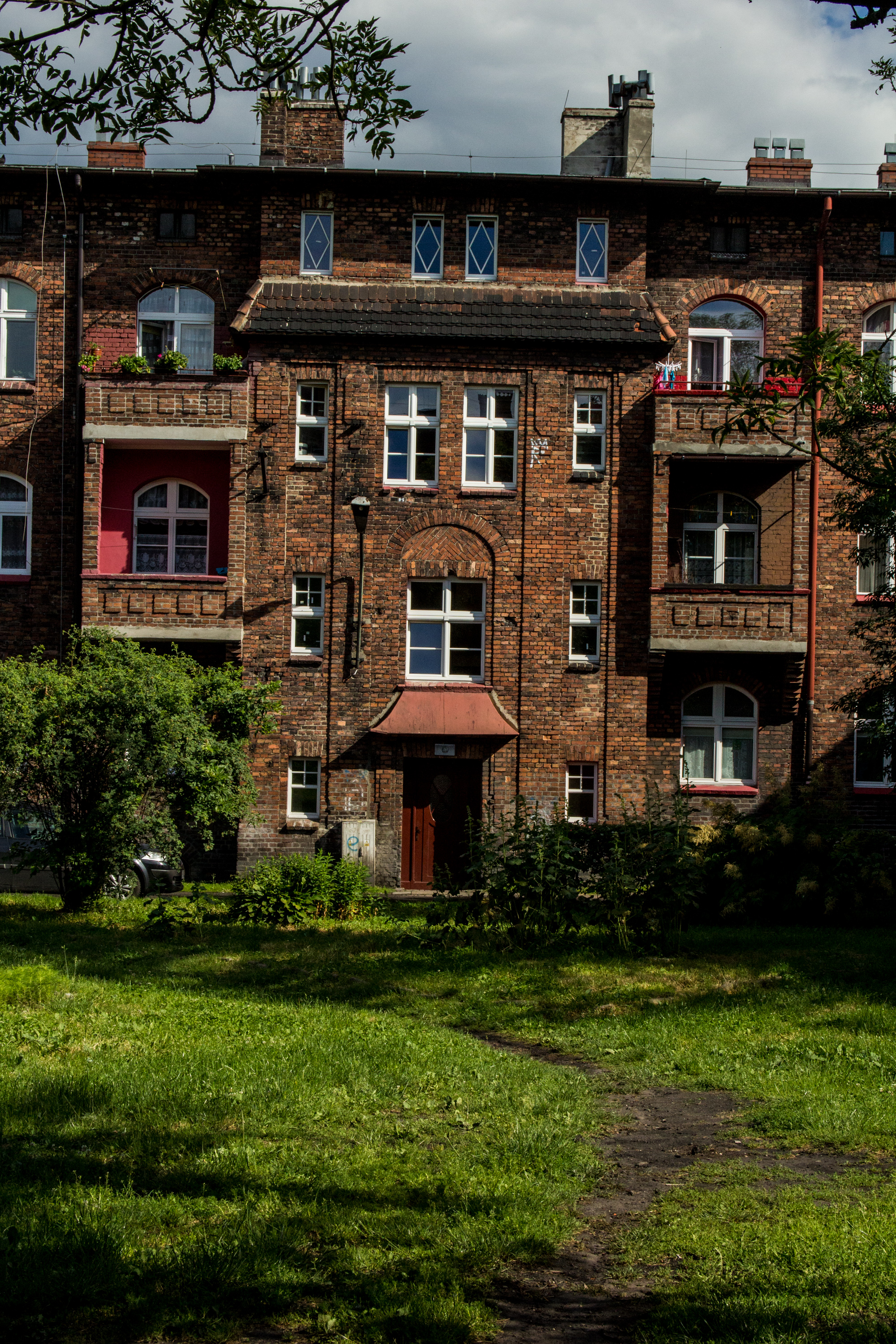
Житловий будинок, вигляд з середини кварталу

4 вересня 1939 року внаслідок вторгнення нацистських військ до Польщі робітниче містечко Нікішовець опинилось під німецькою окупацією. Окупанти ліквідували всі польські установи та організації, знищили національну символіку, зруйнували пам'ятники (насамперед зняли пам'ятник, присвячений сілезьким повстанцям). У всій гміні на початку жовтня 1939 року назви вулиць замінили на німецькі, з лютого 1942 року гміну Янув перейменували на Гішевальд, а Нікішовець отримав назву Гішевальд Мітте.
На початку Другої світової війни в житловому масиві Нікішовець та всій Верхній Сілезії розпочався реєстр населення, який в народі назвали «відбитком пальців» (через те, що в посвідченні особи був відбиток пальця замість фото). Жителі Нікішовець повинні були вказати свою національність і мову. Більшість мешканців, щоб уникнути репресій, визнали сілезьку мову своєю рідною мовою й через це їх включили до списку мешканців німецької національності та пізніше мобілізували до лав Вермахту.
 

У 1943 р. німці конфіскували для потреб війни 4 дзвони з костелу Св. Анни, залишивши лише найменший, який важив 581 кг. Ці дзвони мали велике матеріальне та релігійне значення для мешканців робітничого містечка. Через високий попит Третього Рейху на кам'яне вугілля видобуток на шахтах збільшився. Масова мобілізація до німецької армії та тривала війна призвели до браку робітників, тому на роботу в шахту брали жінок, молодь, військовополонених. Стан ув'язнених був настільки поганим, що викликав співчуття серед місцевих, яким також було нелегко.

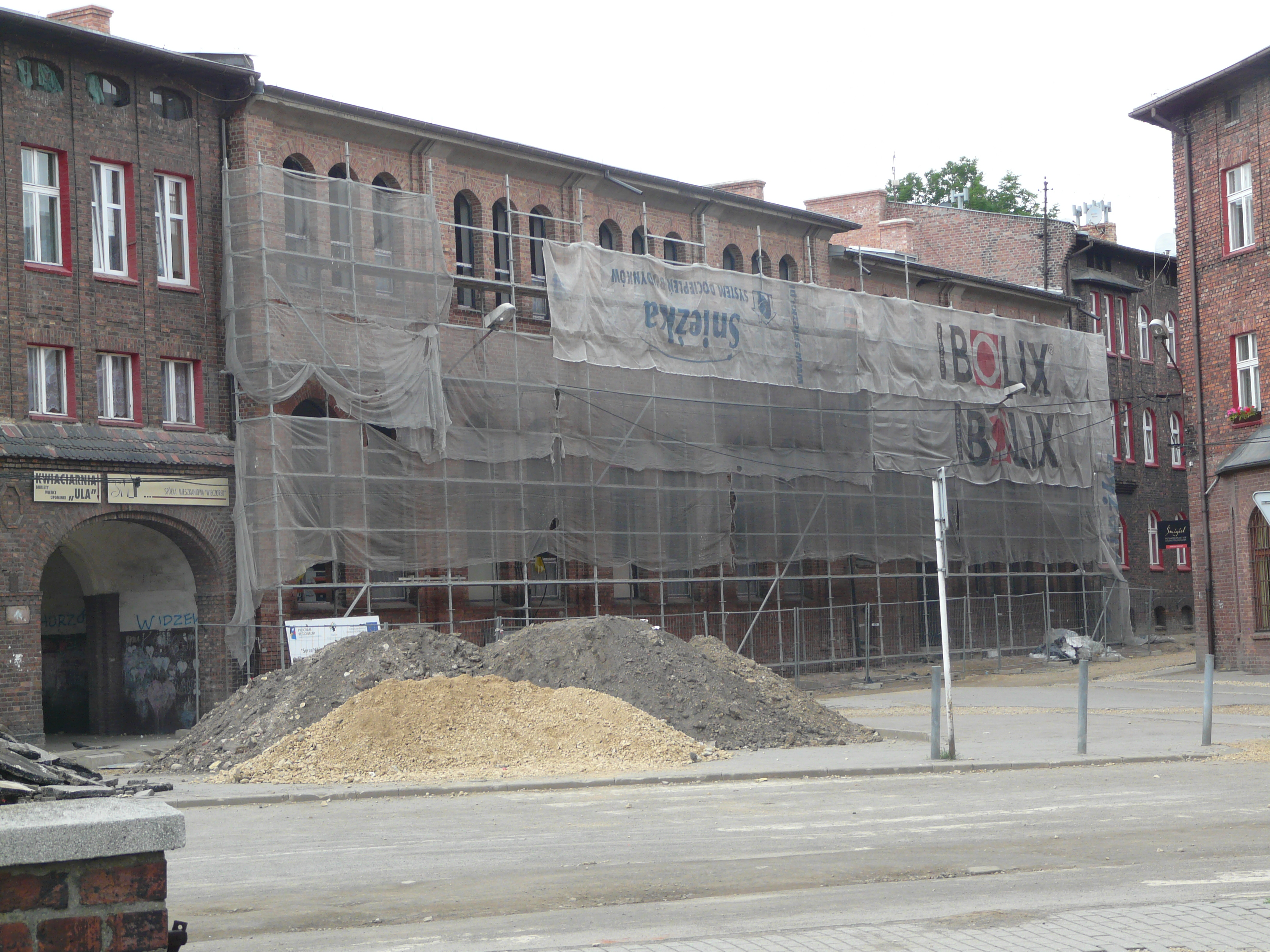
Будівля пральні та фрагмент пл. Визволення під час її модернізації у 2010 році

В результаті наступу радянських військ  25 січня 1945 року німецька влада залишила Нікішовець, а 27 січня 1945 року в нього увійшла Червона армія.

### Повоєнні роки

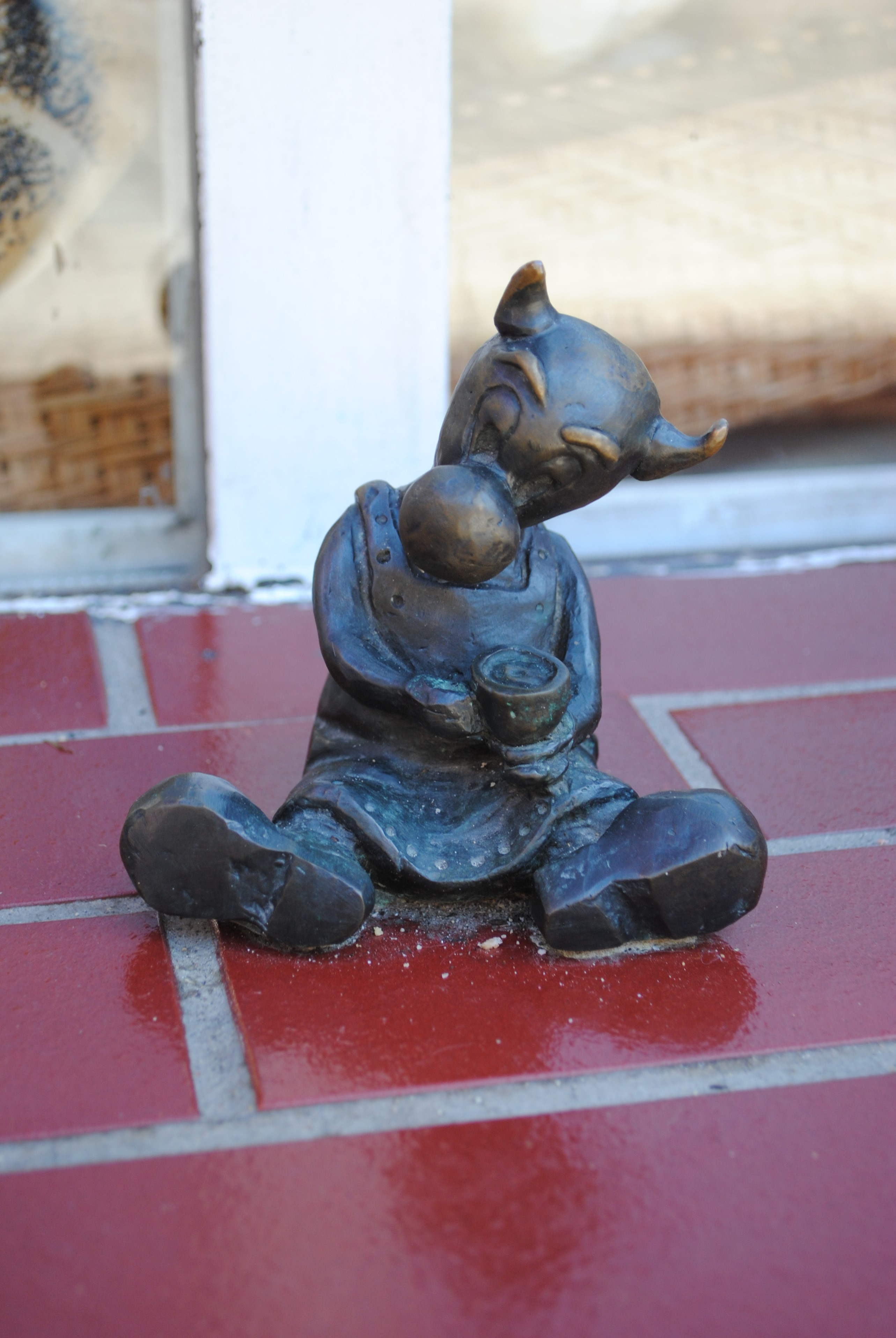
Бебок Міхаліно

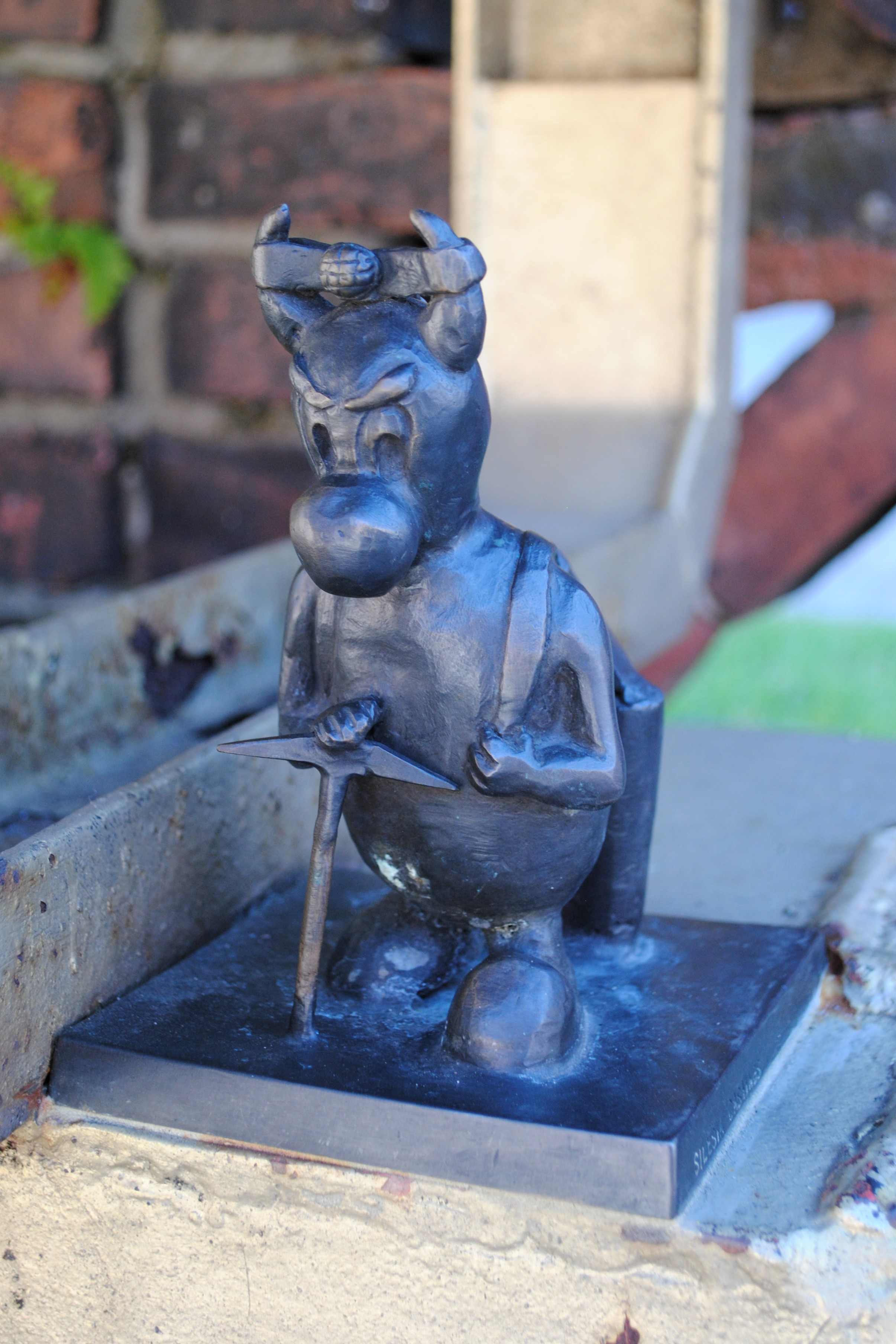
Бебок Вінцинт

Наступного дня після окупації житлового масиву Нікішовець радянські війська створили керівництво міста, повернули назви польською мовою. З 1 жовтня 1946 року консолідована шахта Гіше отримала назву «Вєчорек» на честь Юзефа Вечорека, сілезького повстанця, який працював на шахті у 1915–1923 роках .
22 березня 1951 року сільська гміна Янув, разом з Нікішовець, увійшла до складу міста Шопеніце, яке 31 грудня 1959 року приєднали до міста Катовиці. З 16 вересня 1991 року Нікішовець увійшов до «Янув-Нікішовець» —  допоміжної одиниці місцевого самоврядування міста Катовиці.
Після війни почались реконструкції будівель містечка: у 1967 році адмінбудівлю стовбуру «Понятовський» перебудували і переобладнали під офіси, в 1977 році через поганий технічний стан знесли господарські будівлі, розташовані у внутрішніх подвір'ях кварталів — свинарники й печі. 
У 1978 році до реєстру нерухомих пам'яток Польщі під номером А/1230/78 внесли територію Нікішовецького містечка, а під номером А/403/13 — будівлі містечка, що розташовані за такими за адресами: вулиця І. Чехова, 1-13, 15; вулиця священника Алойзі Фіцка, 1-9; вулиця Карпатська, 1-3; вул. Гарбарська 1-3; вулиця Гішовецька, 1-8; вулиця Янувська, 1-10; вулиця Б. Кравчика, 2, 4 та 6; вулиця З. Налковської, 6-9; вулиця Одровонжів, 1-16, 18 і 20; вулиця Римарська, 1, 3 та 5; вулиця Шопеніцька, 44, 46, 48, 50 і 52; вулиця Святої Анни, 1-17 та 19; пл. Визволення, 1-4 і 9-16. Під номером № А/1384/89 від 20.03.1989 року комплекс будівель стовбуру Пуласького також внесено до реєстру пам'яток Польщі.
З 1 липня 1993 року консолідована шахта «Вечорек» увійшла до складу державної казначейської компанії Katowicki Holding Węglowy, а у 2017 році її придбало акціонерне товариство Polska Grupa Górnicza.
31 березня 2018 року частину шахти «Вечорек» передали Шахтно-реструктуризаційній компанії, яка в серпні 2018 року подарувала місту Катовиці територію шахтного стовбуру «Понятовський», а у 2023 році — територію шахтного стовбуру «Пуласький».
У 1996 році в будівлі колишньої пральні на вулиці Римарській, 4 створили галерею «Маґіель», яка зайнялась архівом історичних документів містечка. З 2011 року в цій же будівлі розміщується Відділ етнології Міського історичного музею Катовиць. 
З 2006 року житловий масив Нікішовець є одним із пунктів Шляху індустріальних пам'яток Сілезького воєводства.
З 2008 року влада міста Катовиці запланувала подання містечка Нікішовець до списку історичних пам'яток Польщі. На реконструкцію вулиць і будівель виділили 30 тис. злотих. У 2009 році реконструювали парк Еміля і Георга Цільманів, встановили садовий пам'ятник; у 2010 році площу Визволення виклали новими гранітними плитками.  Розпорядженням Президента Республіки Польща від 14 січня 2011 р. робітниче містечко Нікішовець визнано пам'яткою історії Польщі.
У липні 2021 року на вулицях Нікішовець встановили перші фігурки катовіцьких бебоків — Міхаліно та Вінцинт. Їхнім автором є Гжегож Чуди, чия майстерня розташована у житловому масиві.

## Архітектура та містобудування

### Загальна характеристика

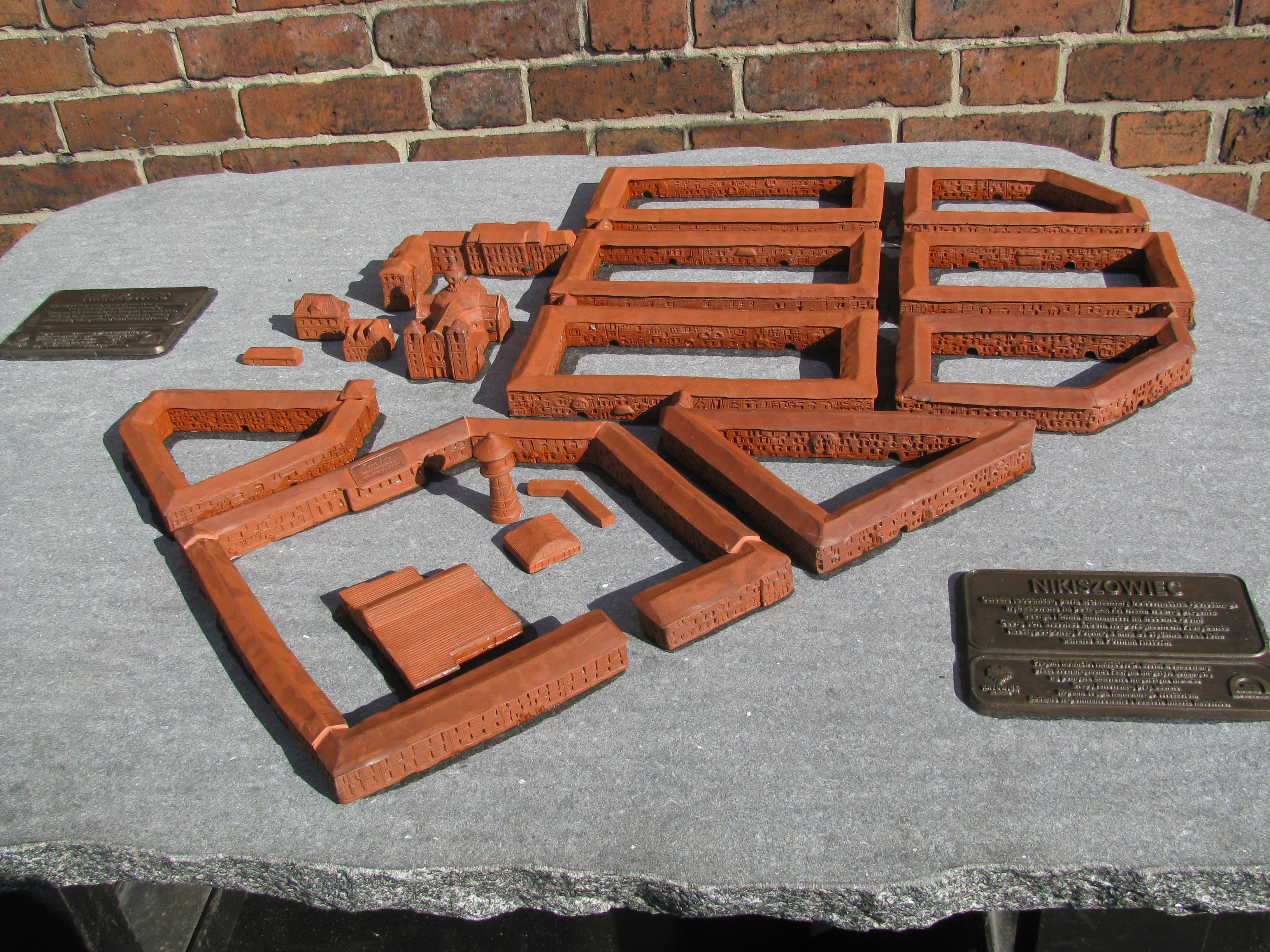
Макет житлового масиву, що розташований перед костелом св. Анни

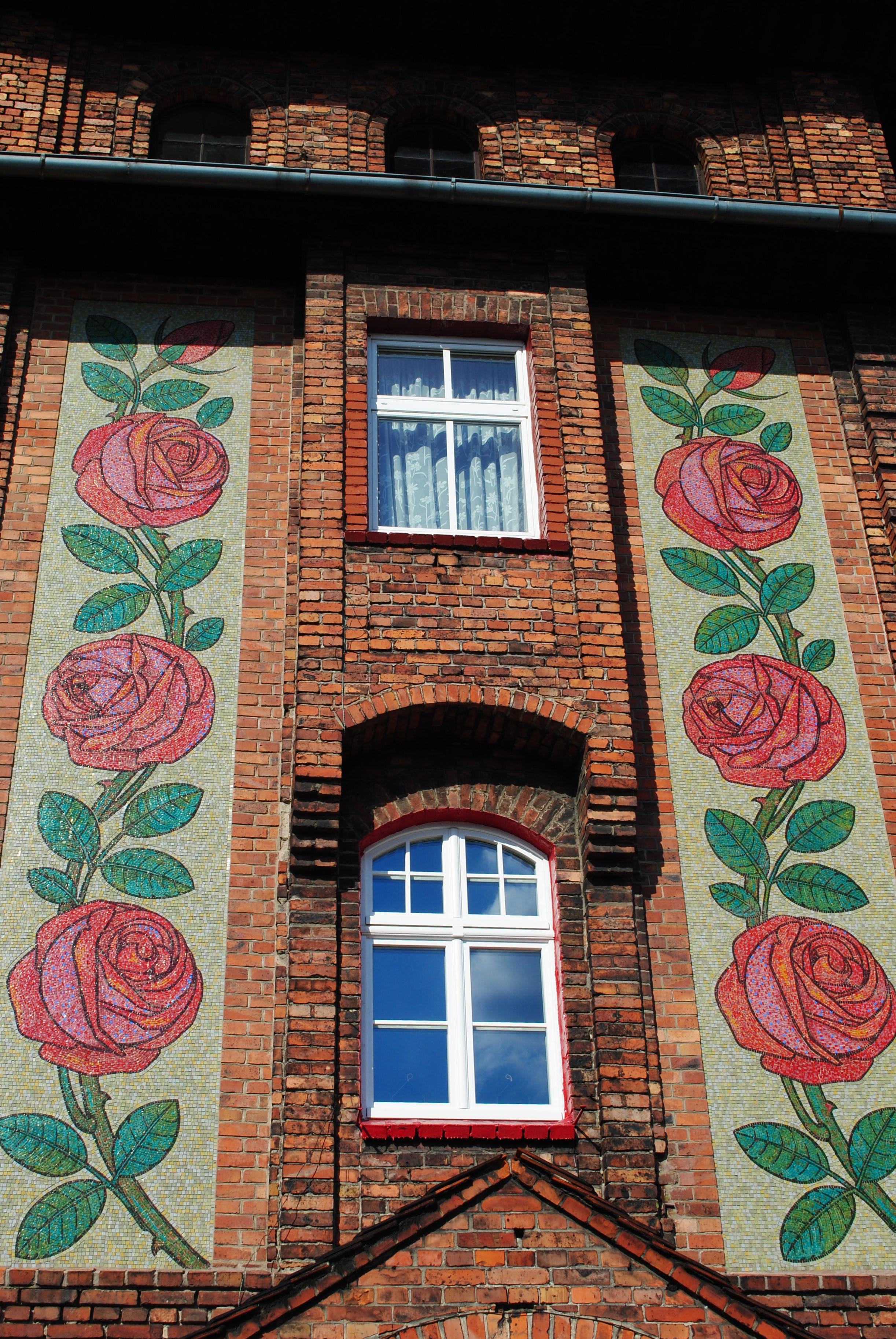
Мозаїка у вигляді двох вертикальних смуг з червоними трояндами на будівлі пошти

Нікішовець є найбільш автентичним районом Катовиць та найвідомішим робітничим містечком у Польщі. Містечко спроєктували німецькі архітектори Георг і Еміль Цільмани як компактний житловий масив, що має блокову забудову з типовою архітектурою та міською інфраструктурою. Територія робітничого містечка має площу приблизно 15 га, в південно-західній та південній частинах розташовані квартали з триповерхівок на 12 квартир кожна, з'єднаних у шість закритих блоків, що відокремлені вулицями. Кожний квартал розраховано на 165 квартир, а разом із двором і вулицею займав у середньому 1,3 тис. м², а типова квартира в ньому складалася з двох кімнат з кухнею і мала площу приблизно 63 м². У дворах кварталів були господарські будівлі: хліви, в яких тримали тварин (кролів, голубів, кіз і свиней) і печі для випікання хліба. З вулиці до внутрішньої частини кварталів вели широкі арки-проходи. Всі шість житлових кварталів з'єднані проходами на рівні другого поверху, що підтримуються широкими аркадами. Всі вулиці містечка заасфальтовані та обладнані тротуарами.
При проєктуванні та будівництві робітничого містечка передбачалося не лише забезпечити робітників шахти житлом, а й задовольнити всі їхні побутові та соціальні потреби. У північній та північно-західній частинах містечка розташовані три квартали, які не однакові за формою та розміром, у найбільшому кварталі розташовувалися адміністративні відділи шахти, а також об'єкти соціального призначення: громадська лазня, корчма, пральня з сушкою та будинок для самотніх шахтарів на 504 ліжка. У цьому кварталі також побудували котельню й водонапірну башту, що обслуговувала містечко. В найменших, бокових кварталах були аптека та дільниця поліції з ізолятором.
В центрі містечка є видовжена площа Визволення, навколо якої розташовувалися найважливіші службові будівлі, такі як магазини, пошта, церква та ресторан. 
На південний схід від костелу Св. Анни, було побудовано два окремі шкільні будинки з квартирами для вчителів, а на схід від них за залізничною дорогою було побудовано лікарню (інфекційні бараки), дитячий притулок та очисну станцію.
Особливість архітектурного образу містечка пов'язано із зовнішнім виглядом будинків: вони з червоної облицювальної цегли, косяки всіх вікон пофарбовані червоною фарбою, є особливі елементи декору.  Візитівкою житлового масиву є виконані мозаїкою дві вертикальні смуги з малюнками червоних троянд, елементом традиційного верхньосілезького жіночого костюму, що знаходяться на фасаді пошти в будинку на пл. Визволення, 4.
Щоб уникнути одноманітності при плануванні кварталів, архітектори Цільмани надали будинкам індивідуальний характер, сильно урізноманітнивши такі деталі, як: аркові перемички віконних і дверних прорізів, еркери різної висоти, глибини і форми, портали. Використовувалися також плоскі ризаліти і підтіння, лоджії та балкони. Деякі споруди мають також кубічні фризи, пілястри, лізени та рустику.
Необароковий костел Св. Анни також був розроблений Цільманами. Будівля костелу базилікального типу з дуже низькими і вузькими бічними приділами та коротким трансептом, а його нетинькований фасад із сирої цегли має мотиви, що об'єднує костел з архітектурним мотивом містечка. У костелі є 56 вітражів роботи Георга Шнайдера з Регенсбурга та історичний 75-голосний орган побудований фірмою братів Ріґер із Карньова. Парафіяльний комплекс окрім костелу складається ще з парафіяльного та катехитичного будинків; всі будівлі комплексу обнесені низьким муром, декор якого схожий з декором будинків робітничого містечка.

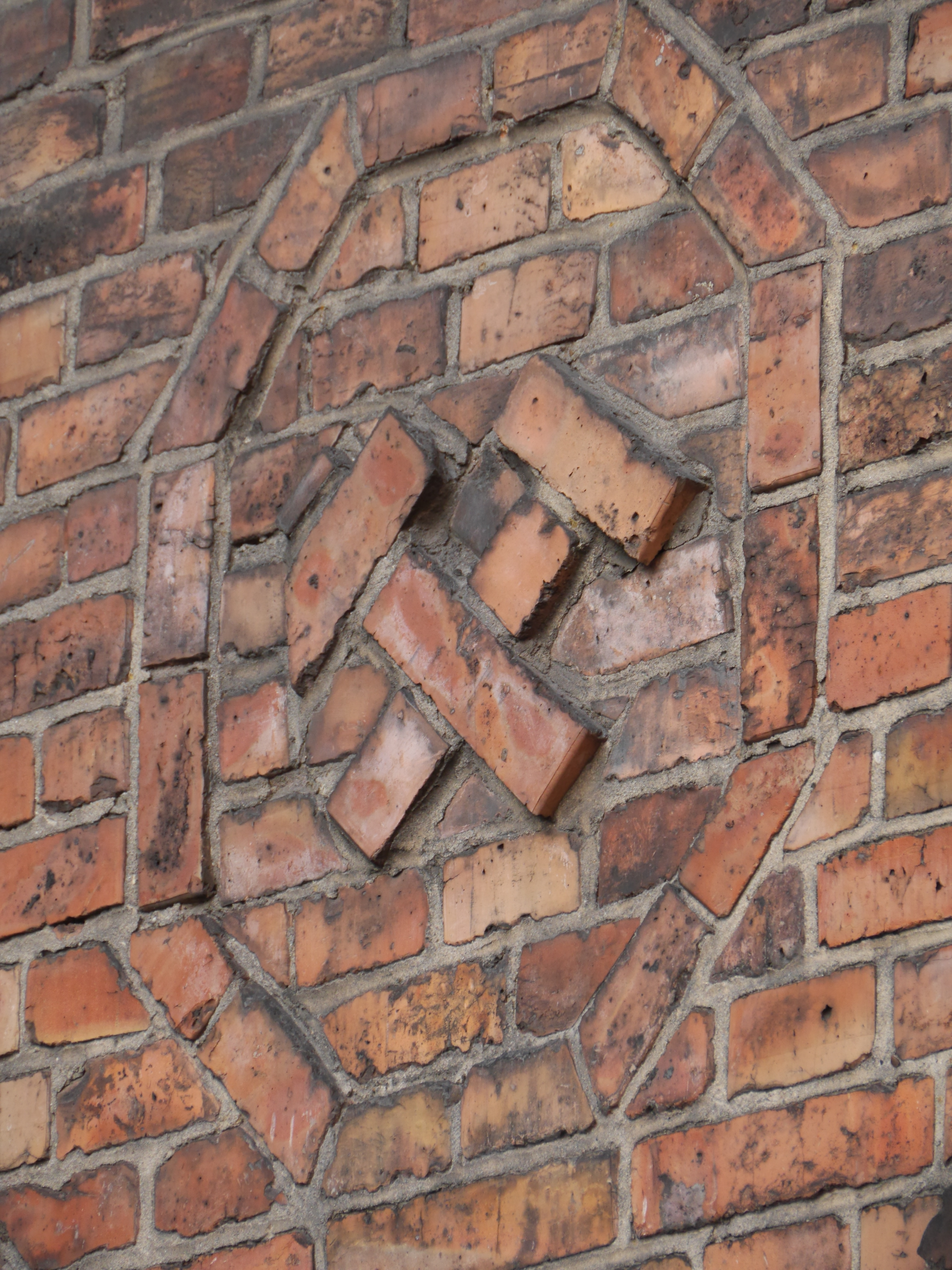
Гірнича емблема
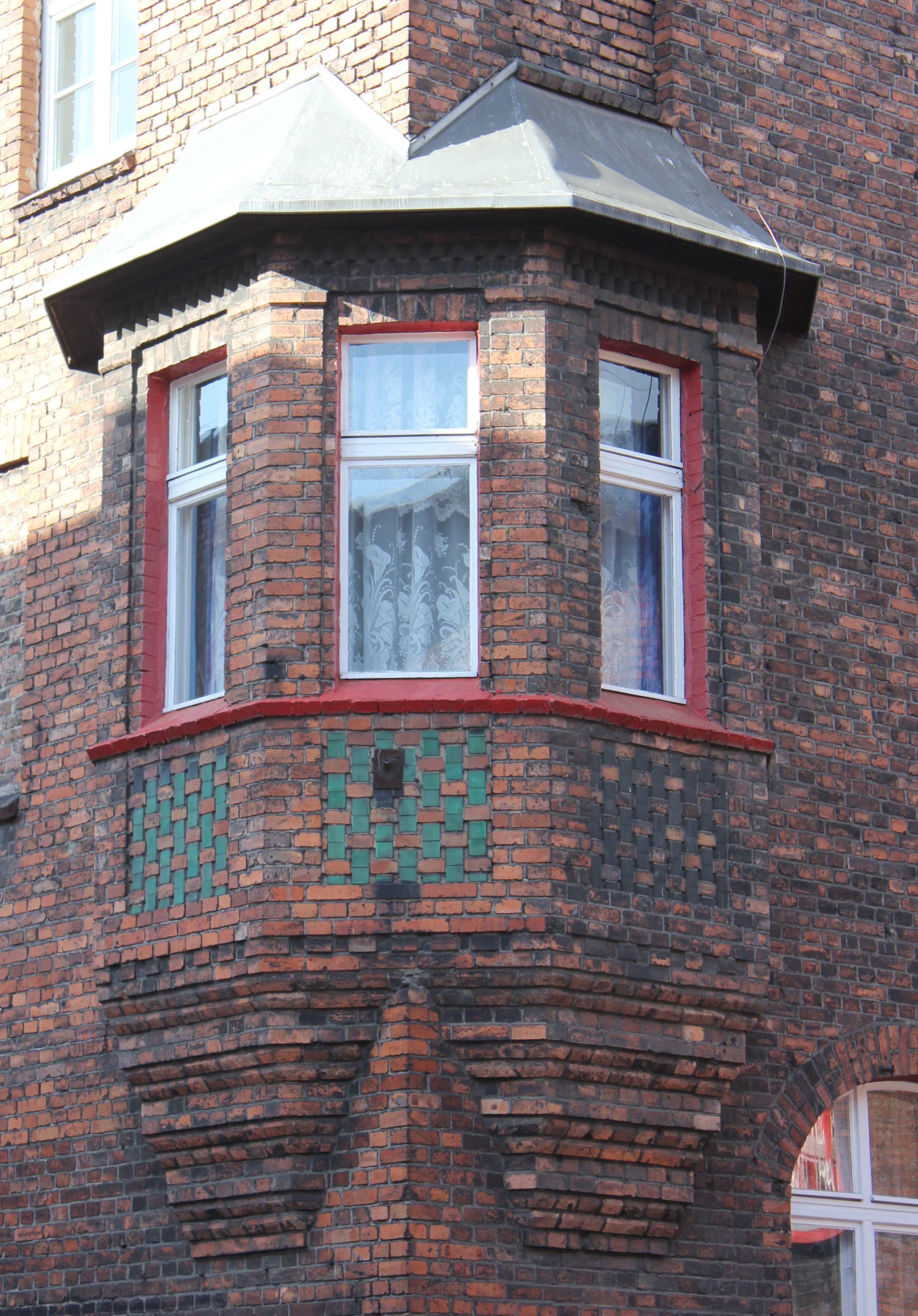
Еркер
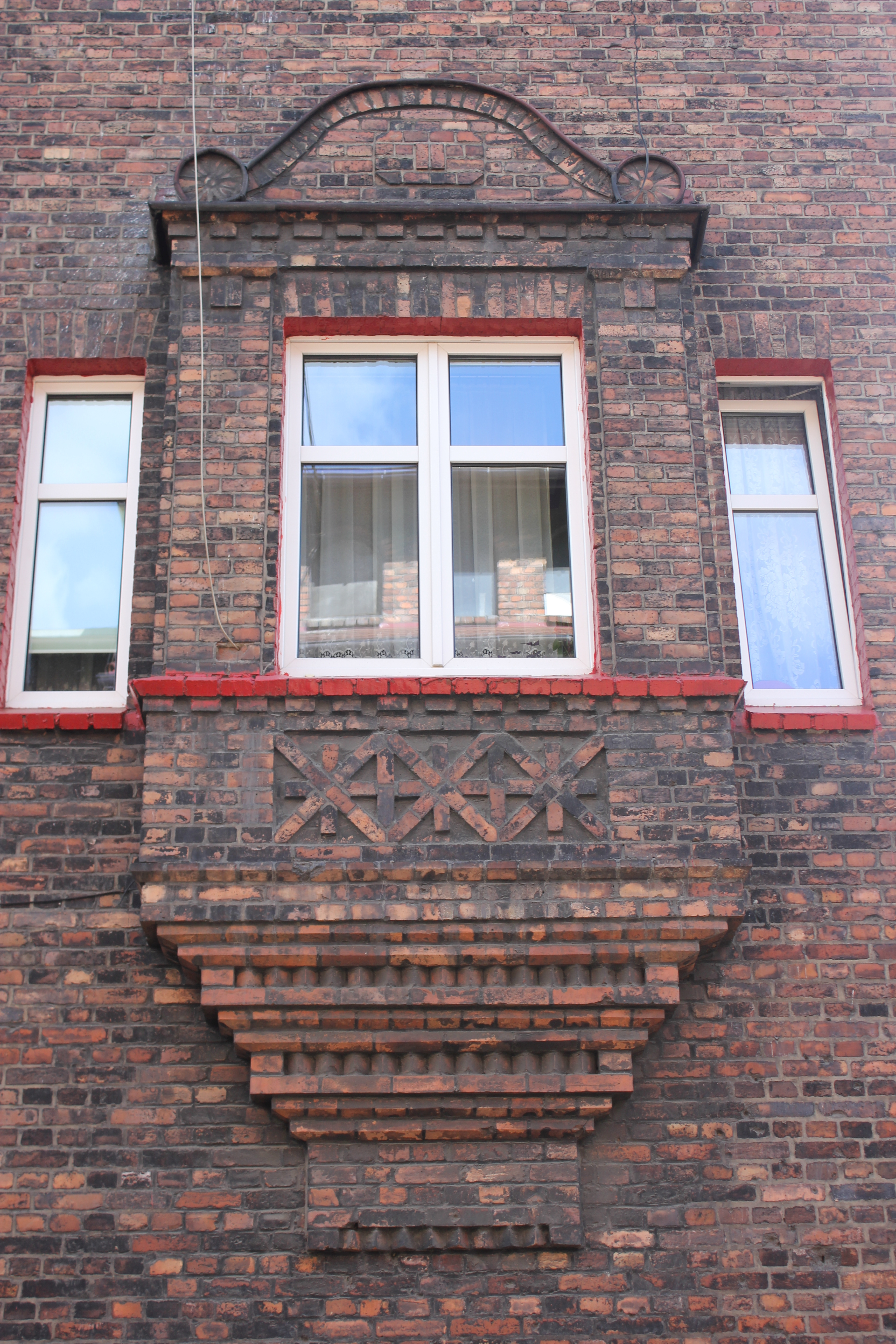
Еркер
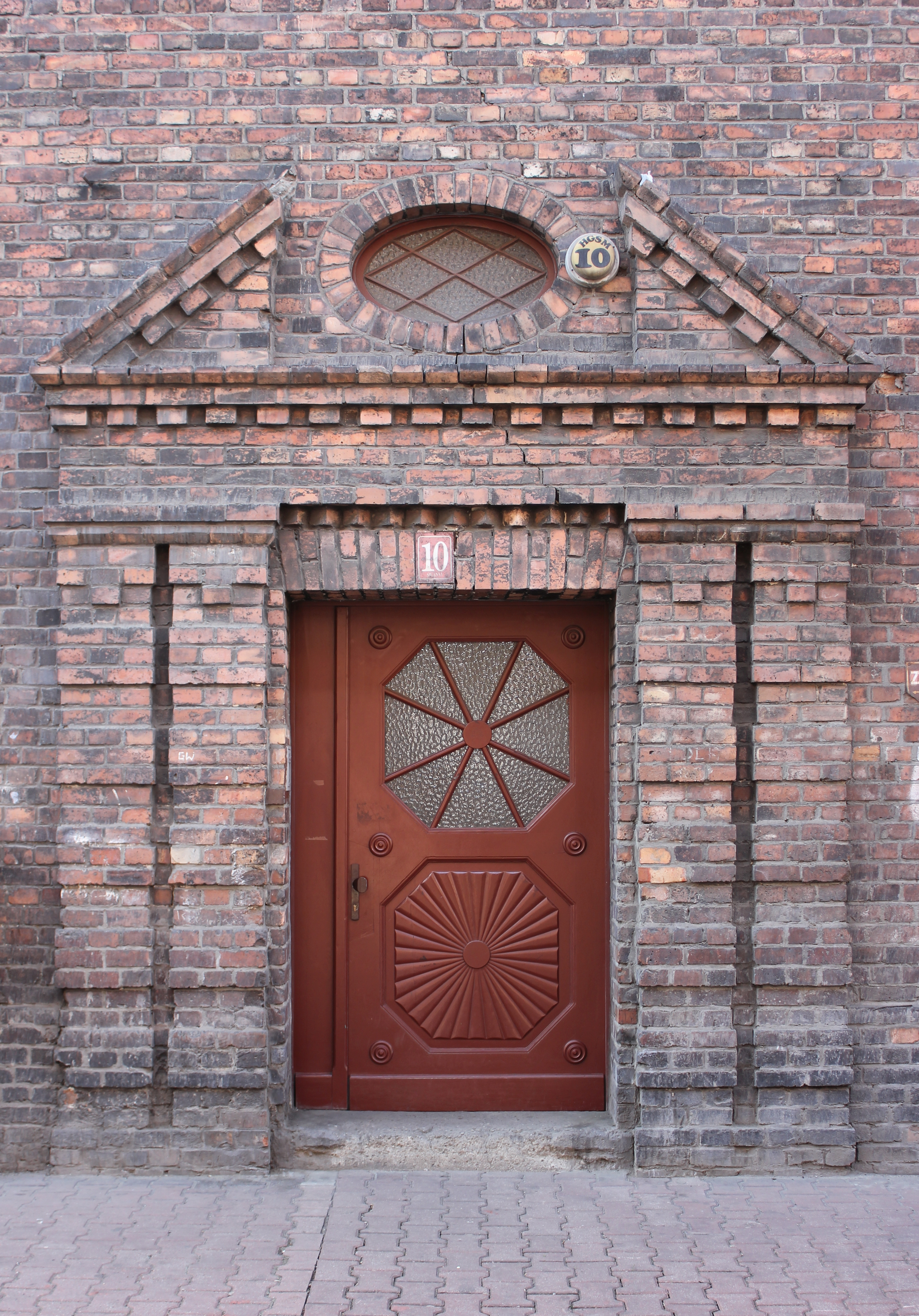
Портал
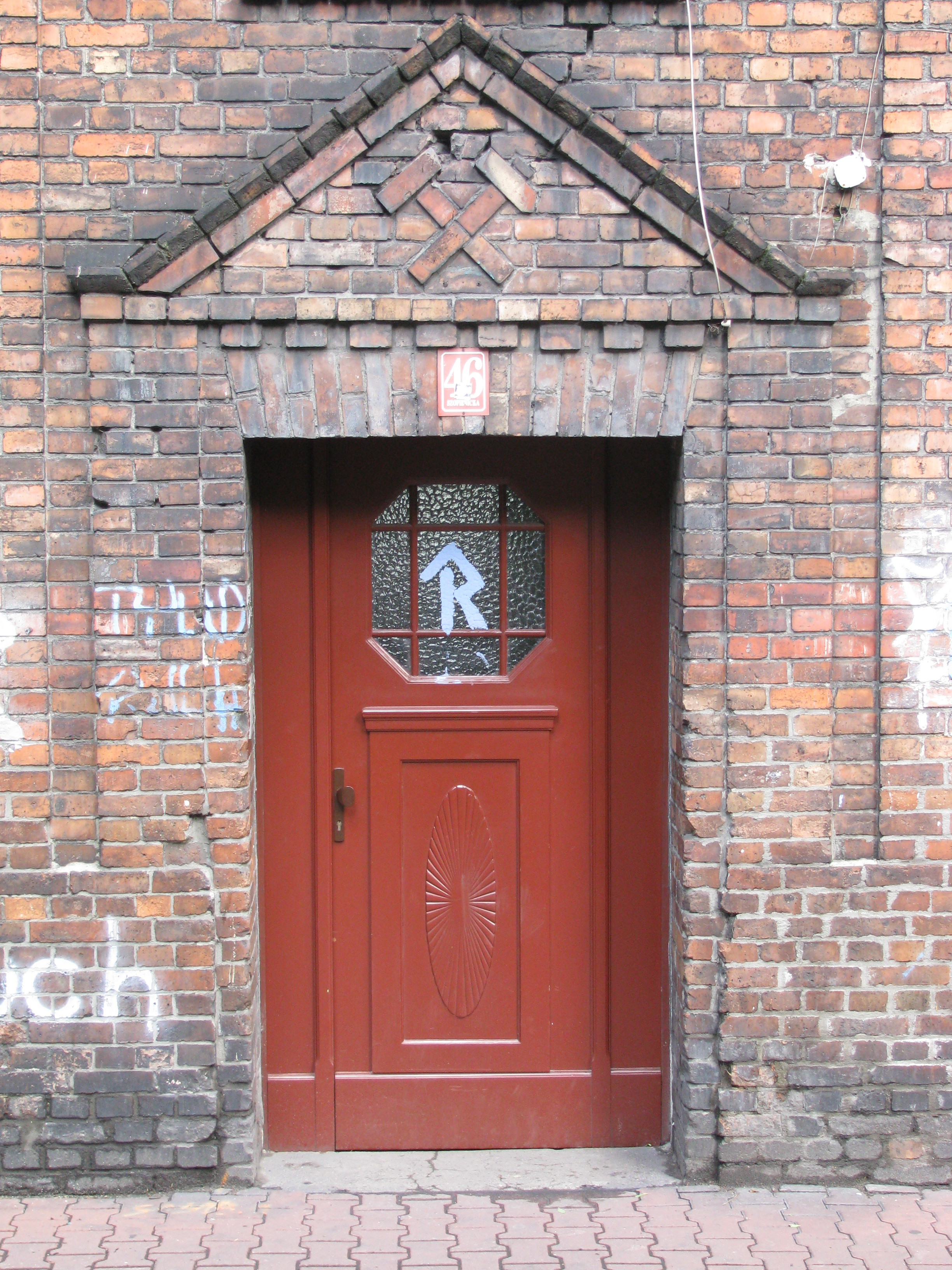
Портал
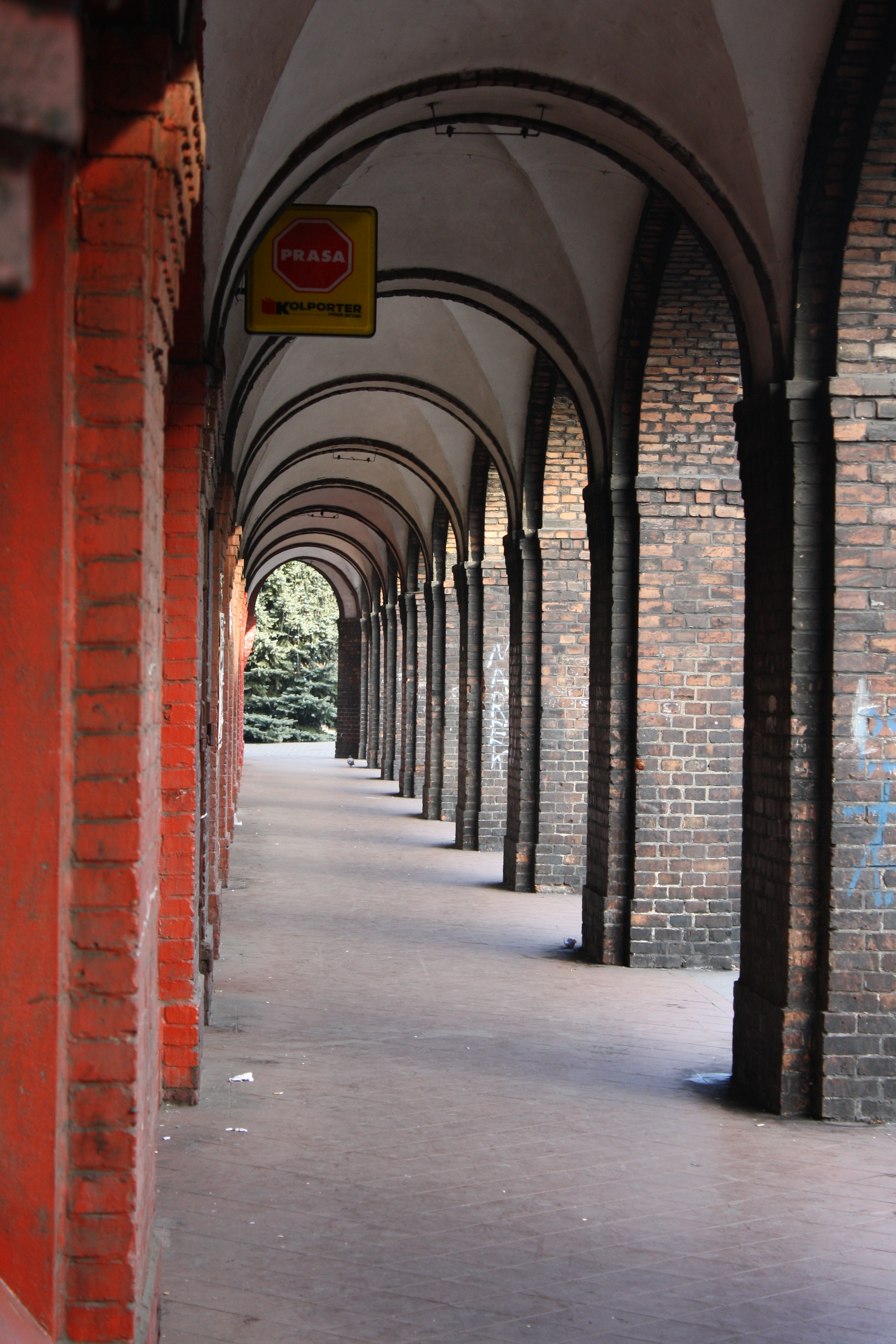
Аркади

### Громадські будівлі та інфраструктура

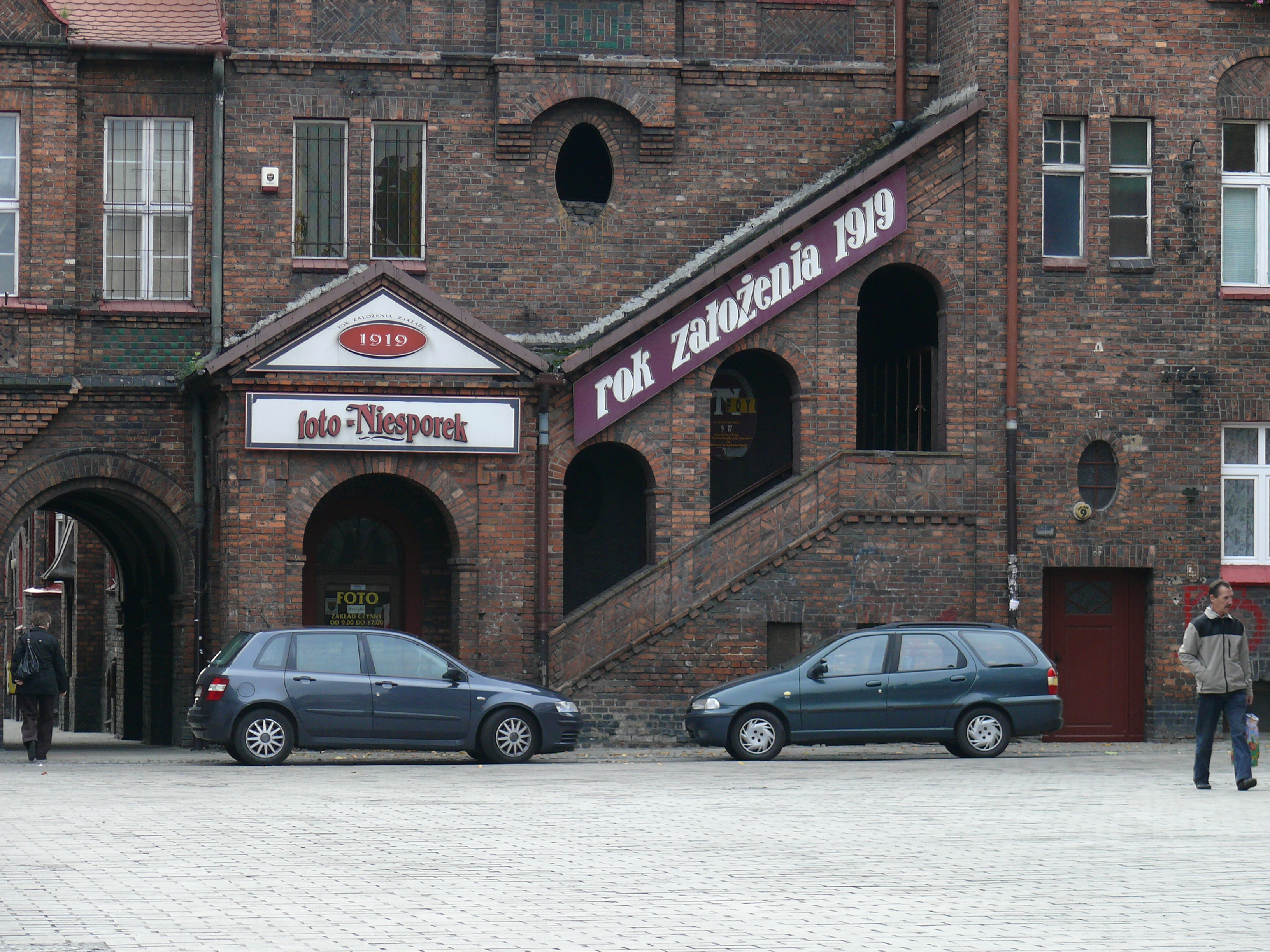
Будинок колишньої аптеки та поліції на площі Визволення (пізніше фотоательє «Niesporek»).

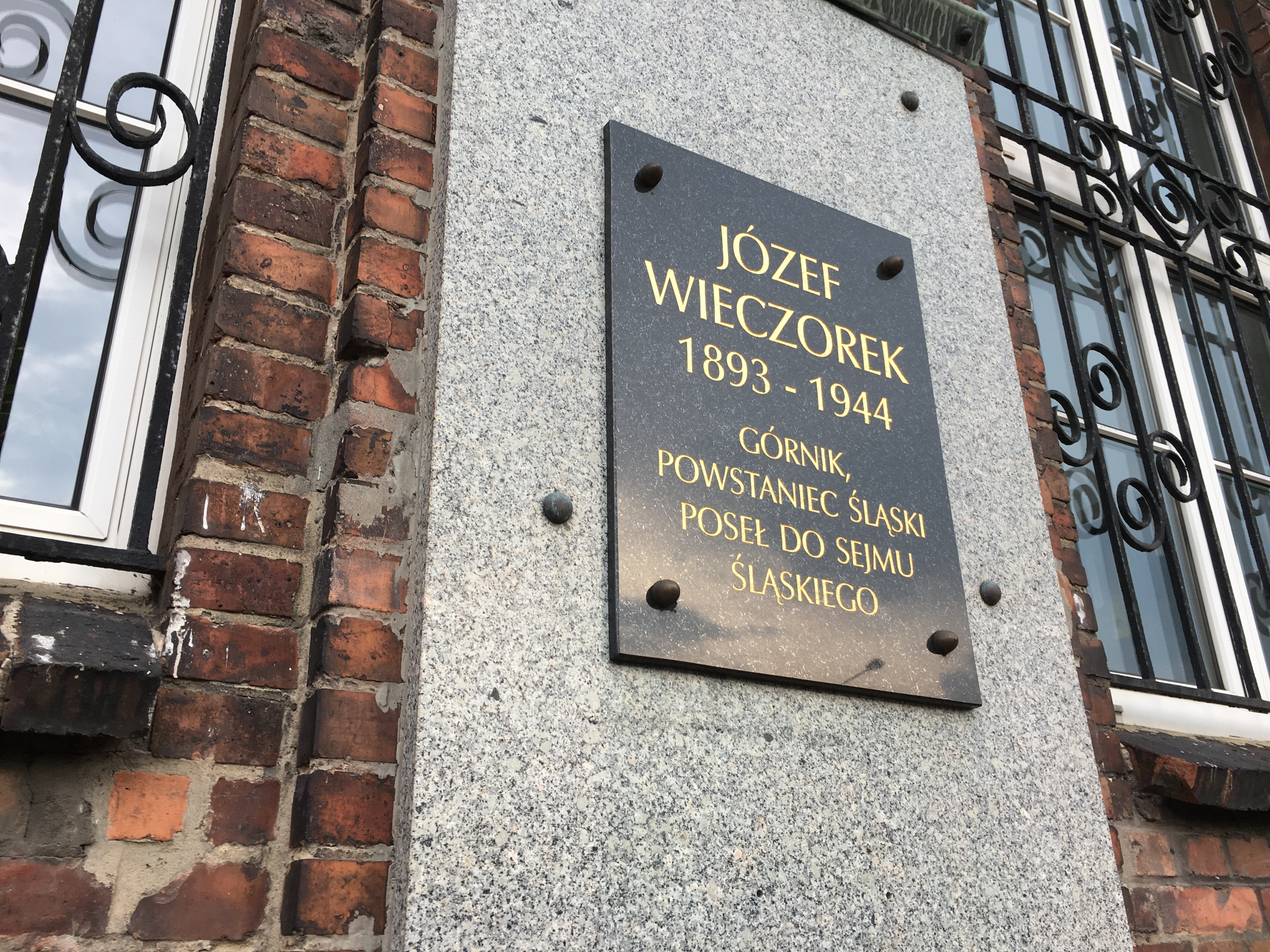
Меморіальна дошка на честь Юзефа Вєчорека, який загинув 7 липня 1944 року в Аушвіц-Біркенау

Містечко Нікішовець з самого початку своєї забудови мало електропостачання, водопровідну та каналізаційну систему, що були підведені до кожної квартири. В районі була побудована електростанція, водонапірна станція, станція для очищення стічних вод. 
В містечку переважна більшість службових і громадських будівель збереглася без істотних змін і реконструкцій. Це:
- Консум — ряд магазинів з аркадами у північній частині площі Визволення[15]. На початку ХХ століття тут були магазини та службові приміщення, а також ресторан, що мав залу зі сценою[3];
- Будівля пральні з сушильною камерою на вулиці Римарській (нині відділ етнології Міського музею історії Катовиці)[15];
- Осідок корчми, де була також пошта та загальна кімната (пл. Визволення, 4)[3];
- Аптека та поліцейська дільниця, що були розташовано в західній частині площі Визволення (пізніше в цьому будинку було фотоательє «Niesporek»)[16];
- Костел Св. Анни[pl] — у південно-східній частині площі Визволення[16];
- Будинок для самотніх шахтарів на вулиці Шопеніцькій (нині житловий будинок із рестораном)[16];
- Школа з квартирами для вчителів (нині початкова школа № 53 ім. Ст. Жеромського)[16];
- Бараки для заразних хворих і притулок для дітей (на вул. Замковій, 2а, нині початкова школа № 6)[39][16].

### Пам'ятники та меморіальні дошки
На території житлового масиву Нікішовець є декілька пам'ятників і меморіальних дощок:
- Пам'ятник на честь героїв Сілезьких повстань;
- Пам'ятна дошка Юзефу Вєчореку;
- Меморіальна дошка в пам'ять про діяльність «Комітету 21», заснованого робітниками Верхньої Сілезії для управління страйком 1923—1924 рр.;
- «Місце пам'яті», присвячене шахтарям, які загинули в шахтах.[40]

## Економіка

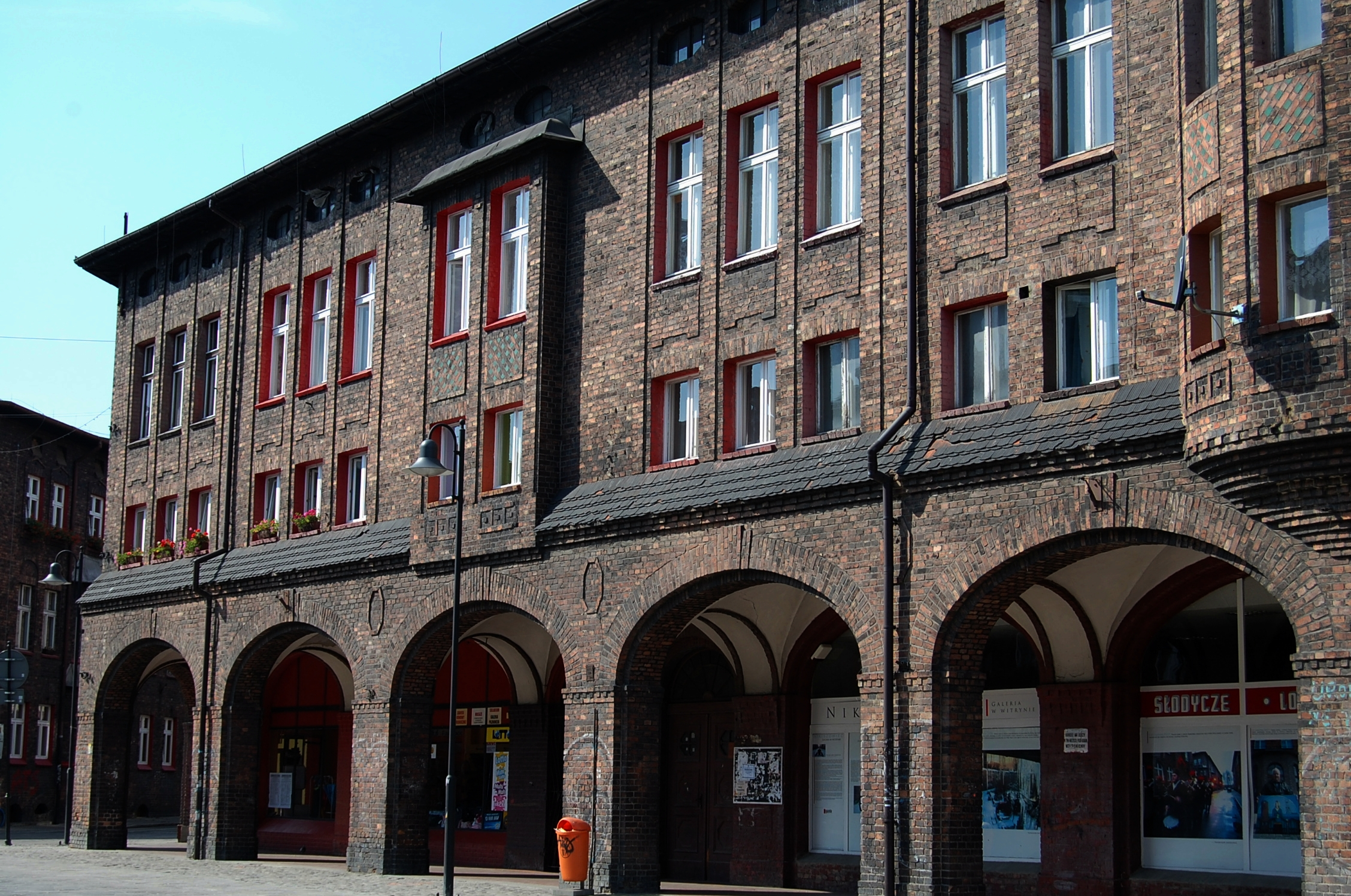
Колишній споживчий будинок

Робітниче містечко Нікішовець було тісно пов'язано з видобутком кам'яного вугілля консолідованої шахти «Вечорек», але з самого початку мало житлове та побутове призначення. Мешканці містечка, що не працювали в шахтних стовбурах «Пуласький» та «Понятовський», мали можливість працювати у сфері послуг: в адміністративних установах, в лазні, корчмі, пральні, в закладах освіти та охорони здоров'я. Магазини в основному були розташовані в будівлі з аркадами у великому кварталі на пл. Визволення, поряд з поштою була поліцейська дільниця, в приміщенні якої у 1919 році була відкрита Августином Ніспореком фотомайстерня. Також у найбільшому кварталі містечка розміщувалися адміністративні та громадські установи містечка, які мали штатних робітників. 
В сучасному містечку на площі Визволення створено місцевий сервісно-комерційний центр. Станом на січень 2025 року в  Нікішовець функціонують різні типи закладів торгівлі та надання послуг, зокрема: пошта, банк, пекарня, перукарні, мистецькі галереї, салони масажу, готелі та інші. 
Виробництво тепла та електроенергії для містечка здійснюється з електростанцій «Янув», що на вул. Шопенівська, а теплова енергія постачається через виробничий завод 5 «Wieczorek», що обслуговує Янув, Нікішовець і Гішовець.

## Транспорт

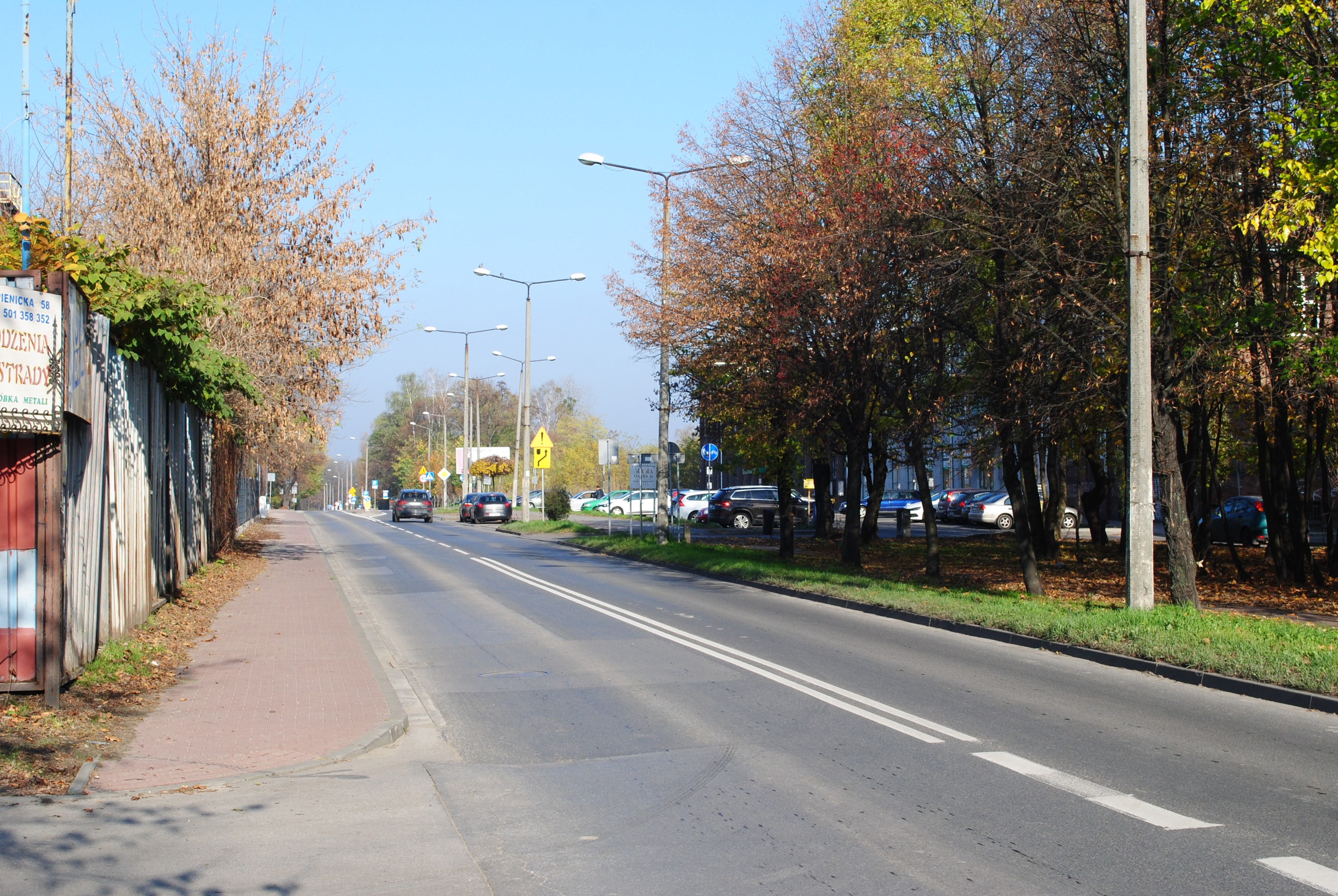
Фрагмент вулиці Шопеніцької

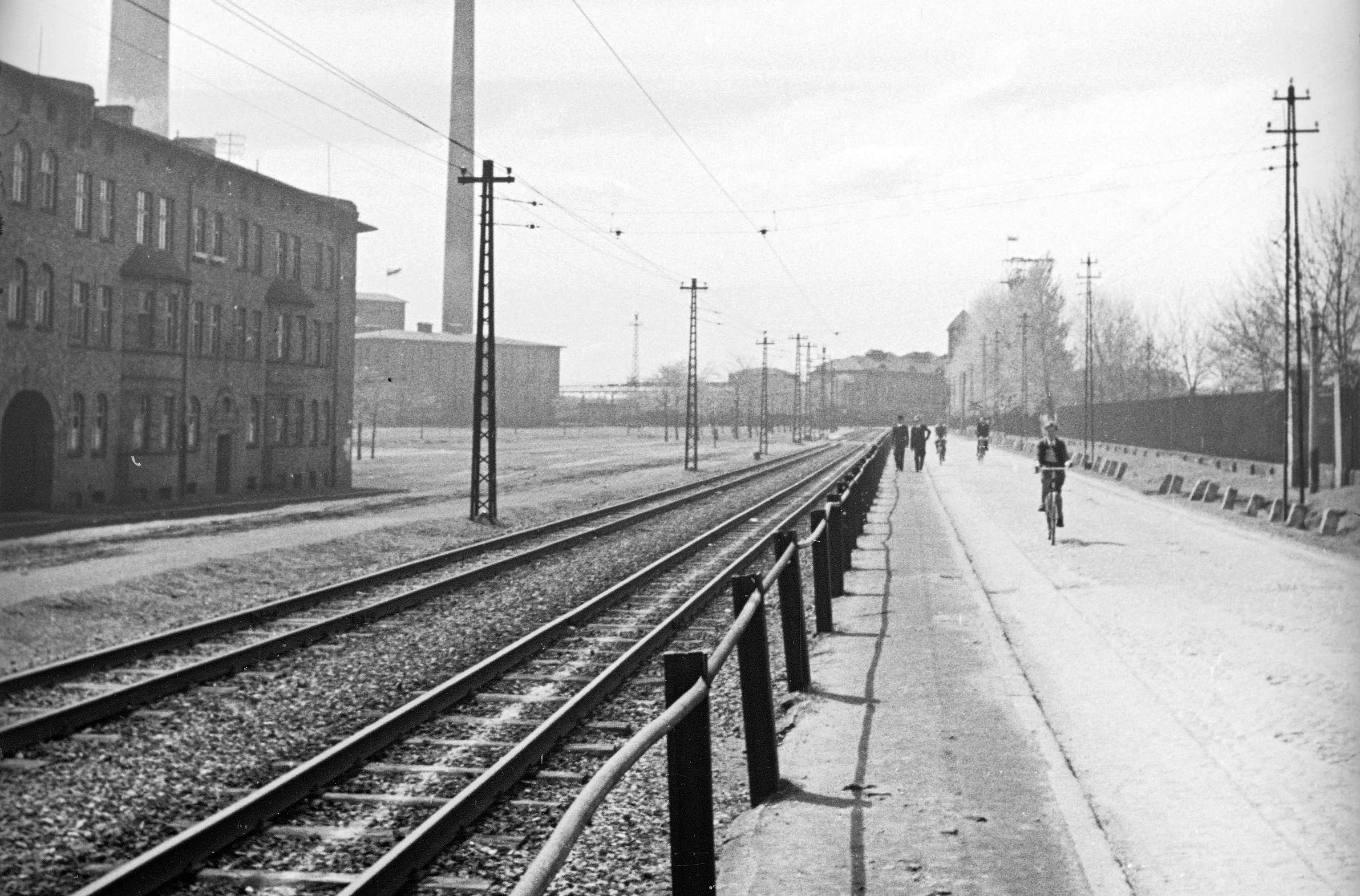
Вузькоколійна залізниця поблизу містечка Нікішовець, по якій курсували балканські поїзди (1937 р.)

Ще у 1920-х роках житловий масив Нікішовець мав автобусне сполучення з Катовицями та сусідніми містами — Міколувом, Мисловицями та Семяновицями-Шльонськими. Наприкінці 19 століття зі сходу та півдня житлового масиву Нікішовець проходила вузькоколійна залізниця, яка була побудована для з'єднання промислових об'єктів компанії Georg von Giesches Erben та спочатку використовувалась тільки для перевезення вантажів. З 1914 року Окружна дирекція залізниць дозволила пасажирський рух по ній, а для сімей працівників шахт та самих шахтарів був дозвіл на безкоштовні поїздки. Ця залізнична дорога була остаточно закрита 31 грудня 1977 року.
На сучасному етапі з центром міста Катовиці район Янув-Нікішовець з'єднує вулиця Багієнна — частина національної дороги № 79, одна з головних комунікаційних артерій Катовиці, від якої починається вулиця Шопеніцька. Вулиця Шопеніцька є окружною дорогою класу колекторної дороги Z, по якій Нікіщовець має сполучення з  Гішовець та Шопеніце. Від вулиці Шопеніцька починається вулиця Замкова, місцева окружна дорога класу L, яка сполучає Нікішовець з Янув. 
Громадський транспорт у Нікішовець представлено тільки автобусами. Автобусні маршрути проходять по вулицям З.Налковської (розташована з півночі району), Шопеніцька ( із заходу), Гішовецька (з півдня) та Янувська, яка зливається з іншими вулицями в центрі містечка — площі Визволення. Станом на квітень 2023 року Нікішовець має 4 автобусні зупинки: Костел, Лікарня, шахта Пуласького та шахта Вілсон. 
Також на території Нікішовець працює три станції Metrorower — цілорічної громадської системи прокату у Верхньосілезькій агломерації: № 27031 (в парку Цільманів), № 27143 (вул. Шопеніцька) і № 27190 (вул. Гішовецька). Міська мережа велосипедних доріжок в Нікішовець має маршрут № 5: Шопеніце — Нікішовець — Центрум — Бринув — Лігота — Ласи Паневницьке.

## Освіта

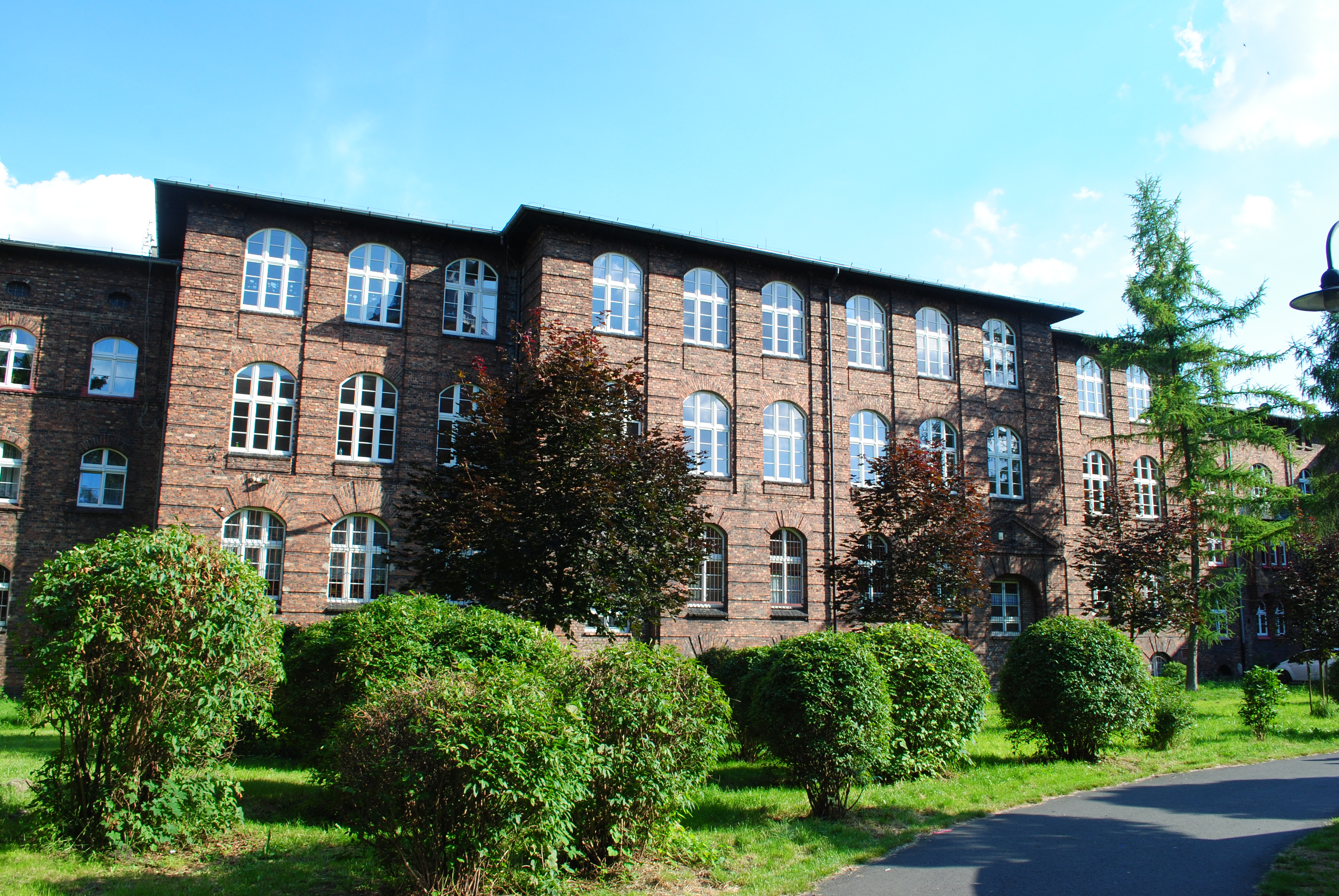
Будівля ЗОШ № 53, Нікішовець

При будівництві робітничого містечка було заплановано приміщення для двох шкіл. Перше приміщення школи, на 16 класних кімнат, було відкрито 16 жовтня 1911 року. Тоді навчання розпочалось тільки у чотирьох класах для 217 дівчаток та хлопців, але у 1914 році в ній навчались 1047 учнів та учениць. В 1913 році почалось будівництво другої школи.
У червні 1918 року, за підтримки настоятеля храму Св. Анна Павла Дудка, в Нікішовець був заснований притулок для дітей, яким керували чотири черниці Згромадження Сестер Святої Ядвіги.
Після Сілезьких повстань, школи спільного навчання розділили на чоловічі та жіночі, а також змінилось викладання з німецької мови на польську. У грудні 1923 року під тиском батьків у будинку польської чоловічої школи містечка відкрили німецьку школу з чотирма класами для 157 дітей. У 1934 році відновили школи спільного навчання, але через три роки знову повернули поділ на чоловічі та жіночі школи. 
У 30-ті роки ХХ століття житловий масив Нікішовець мав три дитячі садки, два з яких були під керівництвом сестер Ядвіги, а третій був приватним та керувався Товариством німецьких шкіл. Крім того, в містечку діяла початкова школа, навчання в якій тривало три роки.
Дитячі садочки сестер Ядвіги 1952 року передали місцевій владі, а в 1964 році обидві школи робітничого містечка об'єднали в один заклад — школу № 53 ім. Стефана Жеромського .
У Нікішовець на вул. Шопенівська, 66 працює ПТУ-комплекс ім. Адама Коцура, що складається з технічної середньої школи № 14 і середньої професійної школи № 4, та готує фахівців спеціальностей електрик, зварювальник, електронник, економіст.
У 2014 році в районі було відкрито Молодіжний Центр Зімбардо при Фонді «Завжди вартий» для популяризації та обміну практиками у сфері проєкту Heroic Imagination Project (HIP) американського психолога і професора Стенфордського університету Філіпа Зімбардо.

## Культура

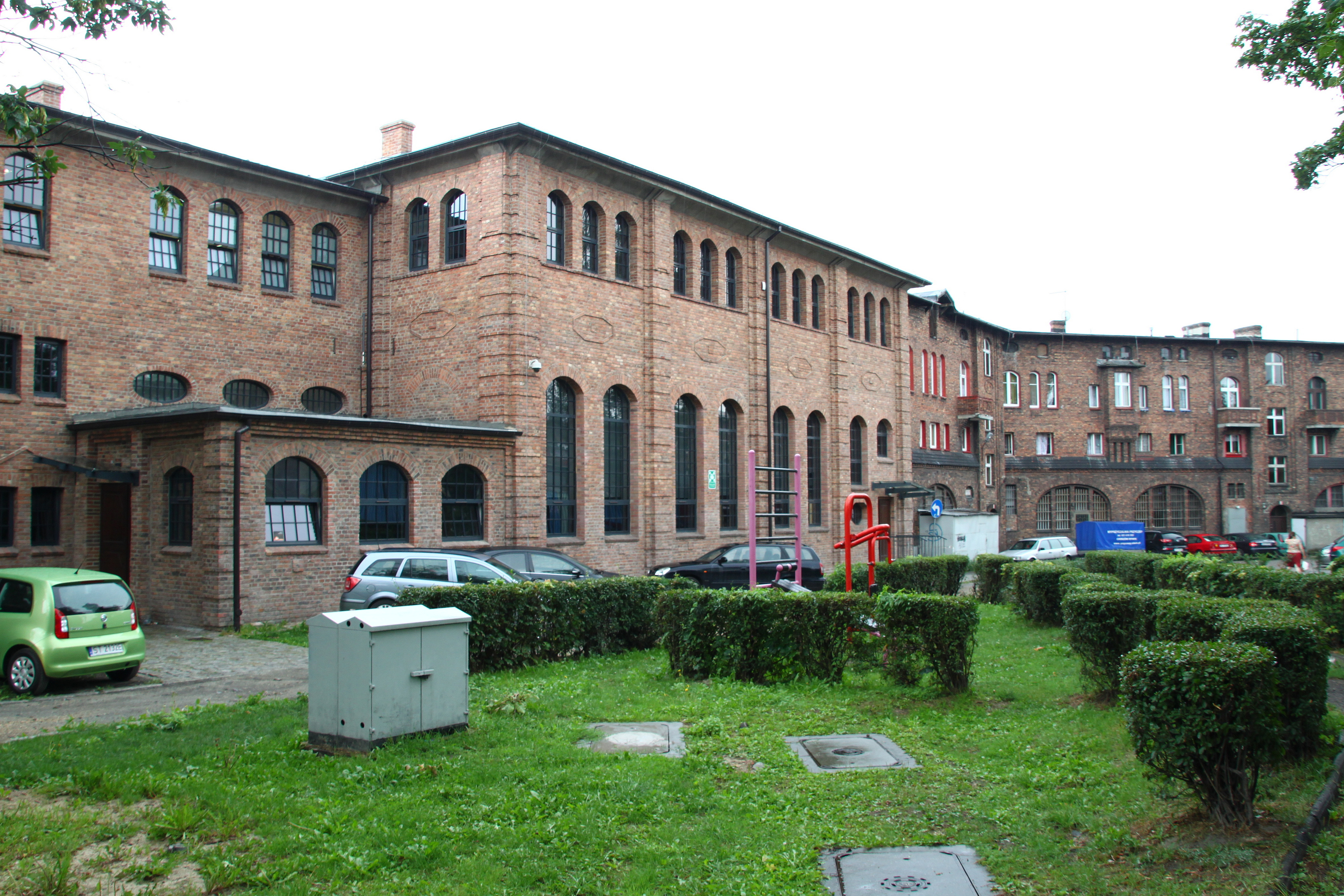
Відділ етнології Музею історії міста Катовиці — вигляд зсередини кварталу (2014)

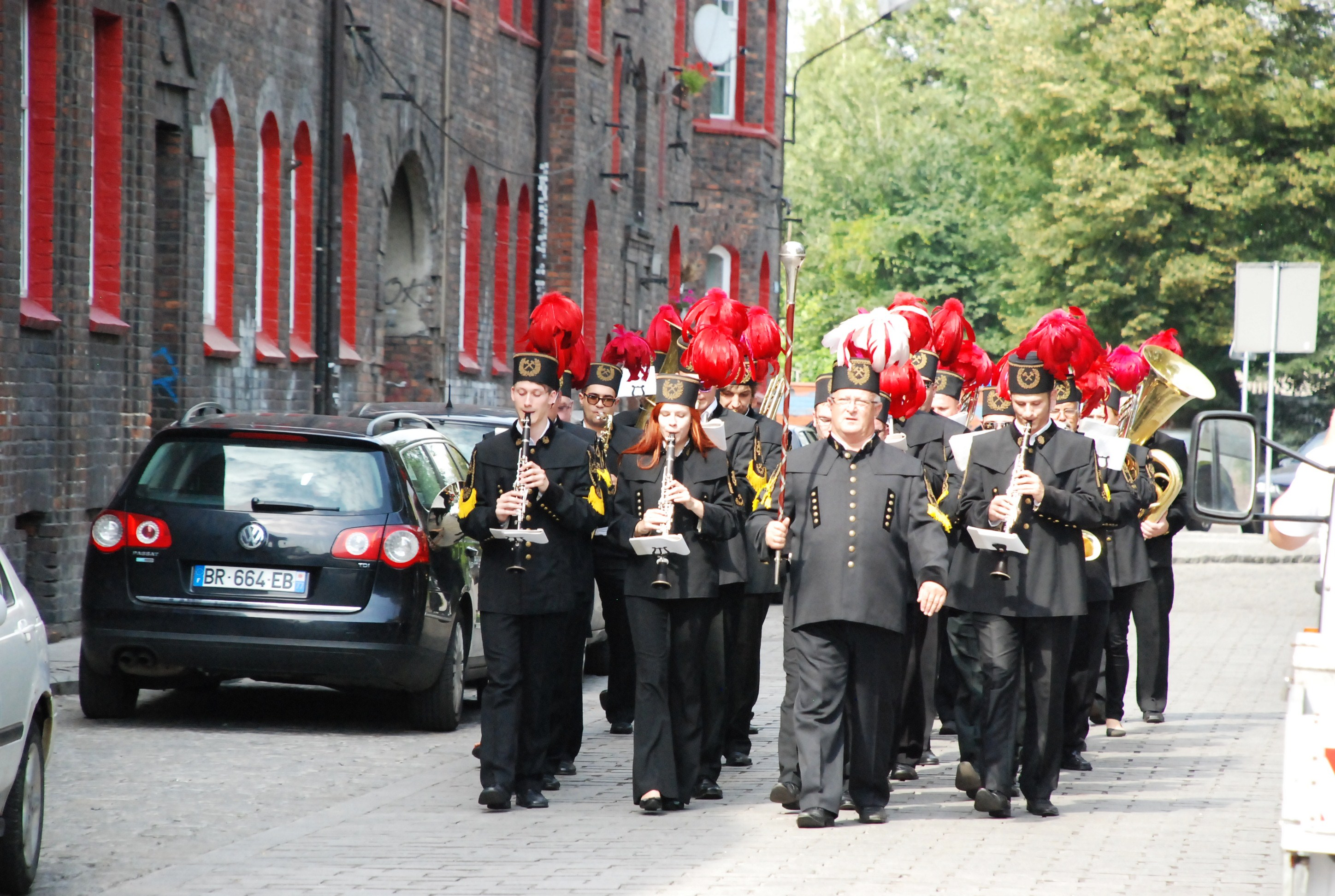
Шахтарський оркестр містечка Нікішовець (2006 рік)

Культурна діяльність в житловому масиві Нікішовець почала розвиватися з моменту його заснування. З 1919 по 1939 роки  діяв мішаний хор «Свобода» (у 1927 році перейменовано на «Галка»), а його першим диригентом був Віктор Бара. У 1922 році створено чоловічий хор ім. Станіслава Монюшка, який в 1939 році налічував 215 осіб, його першим диригентом був Войцех Бивалец. Створений на початку ХХ століття духовий оркестр Нікішовець існує досі, він бере участь у різноманітних конкурсах, оглядах та фестивалях, у місцевих церковних та державних урочистостях . З 1919 року в робітничому містечку діяло товариство народного читання, яке мало бібліотеку в будинку чоловічої школи .

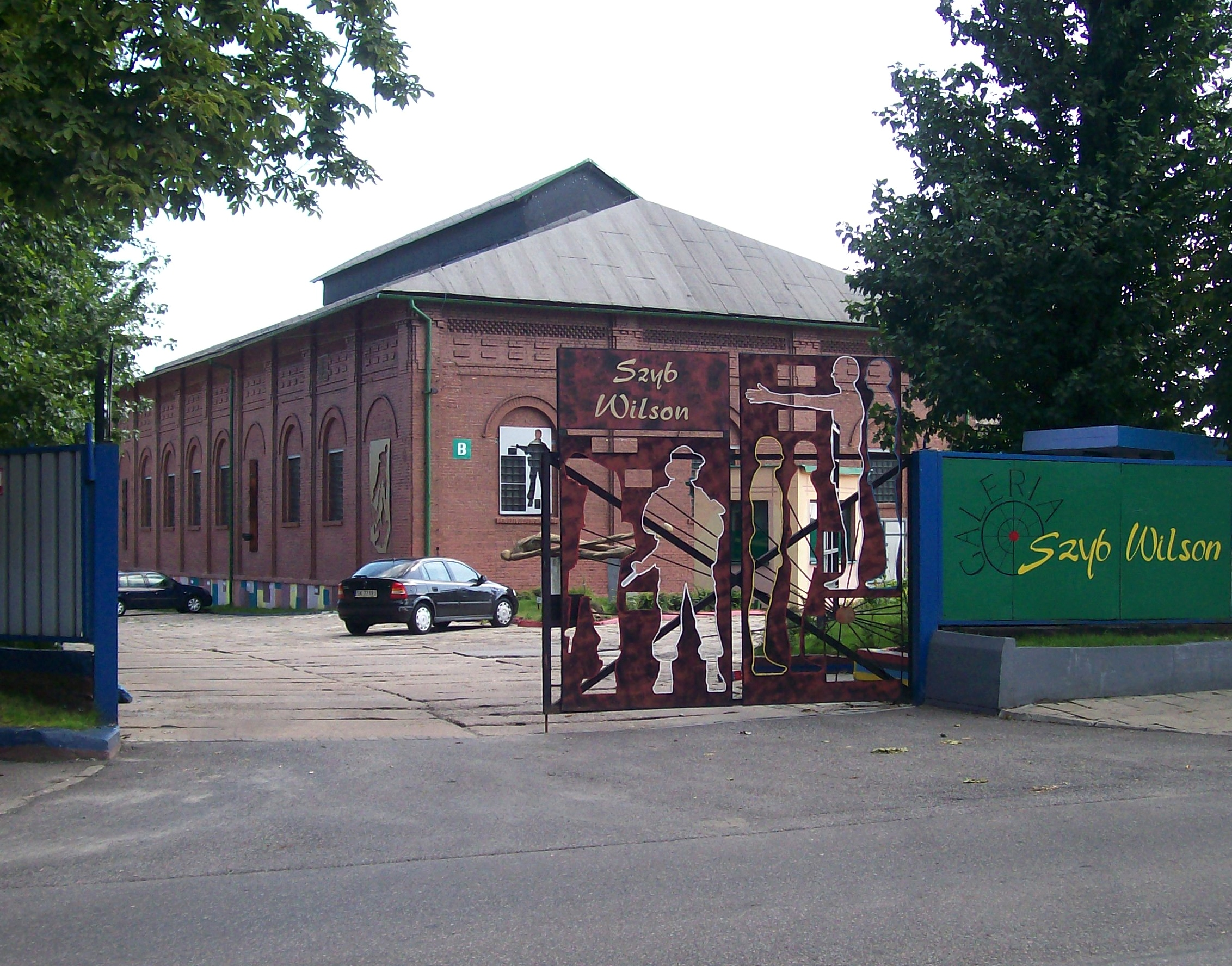
Галерея Вілсон на вул. Звільнення,1.

Після Другої світової війни в містечку почав працювати товариський клуб, в якому були створені театральна, екскурсійно-туристична, шахова, гімнастична секції та ансамбль мандоліністів. 
Найбільш важливий і насичений період культурної діяльності громади був під керівництвом Отто Клімчка, який у 1947 році створив мистецьку Групу Янува або Коло непрофесійних художників. Він шукав художників-любителів серед робітників шахти, забезпечував їх необхідними для роботи матеріалами та організовував виставки їх робіт. У 1956 році з ініціативи Клімчка керівником художнього гуртка став Зигмунт Ліс, тоді ще студент Краківської академії образотворчого мистецтва. Роботи гуртківців були оцінені митцями, з часом потрапили до музеїв та приватних колекцій, а серед найвідоміших художників були: Евальд Гавлік, Ервін Совка, Теофіл Оцепка, Павло Врубель.
У 1994 році було створено Громадсько-культурне товариство, в яке входили громади Гішовець, Нікішовець та Янув; його метою було збирання та презентування предметів, пов'язаних з історією, культурою та життям мешканців цих містечок. 
На початку 2000-х будівля колишньої пральні та сушильні, що на вулиці Римарській, 4, була передана відділу етнології Музею історії Катовиці. Виставка музею «Вода і мило — найкращий відбілювач. У Пральні та Сушильні в Нікішовець» отримала нагороду «Музейна подія року „Сибілла, 2013“» у категорії етнографічних виставок .
У 1998 році в історичних будівлях шахтного стовбура Вілсон поруч з Нікішовець було відкрито картинну галерею.  З 2010 року в галереї Вілсон регулярно проводиться Міжнародний фестиваль наївного мистецтва, у рамках якого демонструються роботи непрофесійних художників з можливістю їх придбання. 
В містечку працює філія № 21 міської публічної бібліотеки Катовиці.
В костелІ Св. Анни проводяться органні концерти. Багато видатних польських музикантів грали на органі костелу, зокрема Фелікс Нововейський, Йоахім Грубіч, Юліан Гембальський та Єжи Ердман. 

### Нікішовець у фільмах
Територія робітничого містечка Нікішовець була місцем зйомок фільмів таких режисерів, як Казімеж Куц, Радослав Пьотровський, Мацей Пепшиця, Лех Маєвський та Януш Кідава. Фільми, події яких відбуваються в житловому масиві Нікішовець:
- Сіль чорної землі (1969)
- Перлина в короні (1971)
- Грішне життя Францішека Були(1980)
- Орден почуттів (1993)
- Ангелус (2001)
- Барбара (2005)
- Надія помирає останньою (2006).[24][16]

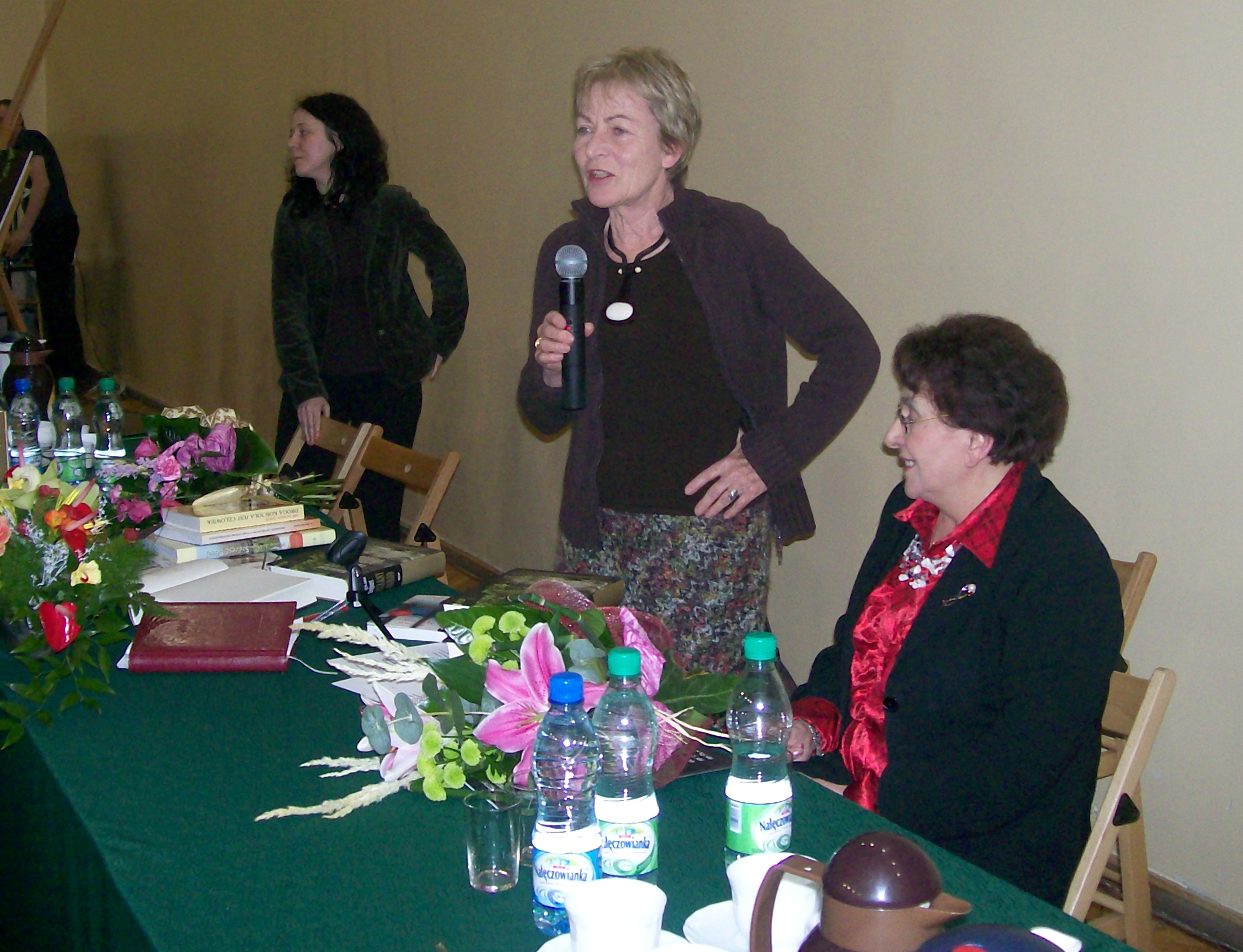
Малгожата Шейнерт (з мікрофоном) під час промоції своєї книги, 12 лютого 2008 року, Нікішовець

### Нікішовець у літературі
Долі обраних родин з робітничих містечок Нікішовець і Гішовець були описані Малгожатою Шейнерт в книзі «Чорний Огрод»,  яка у 2008 році отримала Громадську премію ЗМІ «Cogitо» та «Верхньосілезький Тацит» в галузі художньої літератури, а також була фіналісткою літературної премії «Ніке» та літературної премії Центральної Європи «Ангелус».

### Нікішовець у мистецтві
Починаючи з 1946 року, непрофесійні художники Групи Янува черпали натхнення для своїх незвичайних творів живопису саме у краєвидах робітничого містечка Нікішовець. Евальд Ґавлік, якого називають Ван Гогом із Нікіша та майстром малої батьківщини, постійно зображував життя мешканців на своїх полотнах. Ервін Совка малював оголених жінок на фоні архітектури робітничого містечка Нікішовець та шахтних споруд. Твори Павла Врубеля є прикладом космогонічного розуміння світу через сприйняття життя людей в Нікішовець.
Роботи членів Янувської групи були представлені на виставках «Grupa Janowska 1946—2016» та «Навколо майстрів Янувської групи» у відділі етнології Міського музею історії Катовиці, що на вулиці Римарській, 4, в Нікішовець. З липня 2000 року в Міському культурному центрі «Szopienice-Giszowiec» в Катовиці, на вулиці Ген. Юз.Галлера, 28 робіт майстрів Янувської групи мають власну постійну галерею.

## Релігія

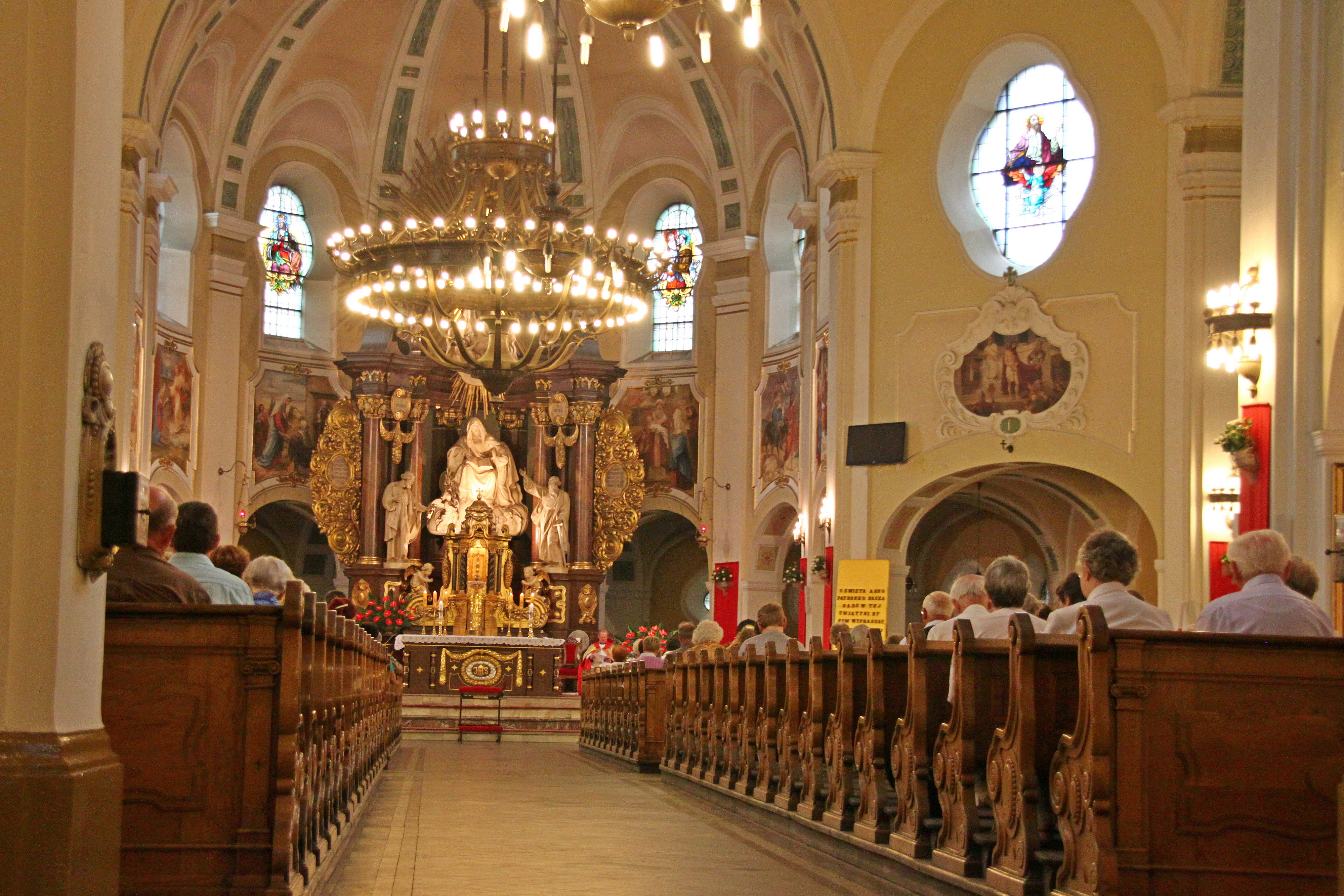
Інтер'єр костелу Св. Анна (2014)

З початку заснування робітничого містечка Нікішовець панівною релігією серед мешканців була римо-католицька церква. Віруючи містечка с початку належали до Парафії Найсвятішого Серця Ісуса, що розташовувалась в Мисловице. До церкви треба було ходити 5 км, тому на початку 20 століття у Януві створили Товариство громадян-католиків, яке почало збирати кошти на будівництво свого костелу. У 1908 році промислова компанія Georg von Giesches Erben пожертвувала на будівництво 60 тис. марок, за умови, що церква буде побудована в Нікішовець архітекторами Цільман. 5 липня 1914 року було закладено наріжний камінь нової церкви, а поки будувався Костел Св. Анни віряни містечка ходили у тимчасову церкву, що була розташована в колишній котельні шахти «Гіше» в Янув.  Будівництво костьолу було перервано через початок Першої світової війни, тільки у 1922 році роботи були відновлені, а повністю побудовано комплекс костелу лише в 1927 році.
5 листопада 1992 року при костелі освятили катехитичний дім, а деякі його кімнати передали сестрам Ядвігам, які раніше мешкали в будинку настоятеля. 
На стан 2024 року римо-католицька парафія Св. Анни в Катовіцах-Януві належить до Катовицько-Богучицького деканату Катовіцької архієпархії. Парафія управляє місцевим цвинтарем.

## Спорт і відпочинок

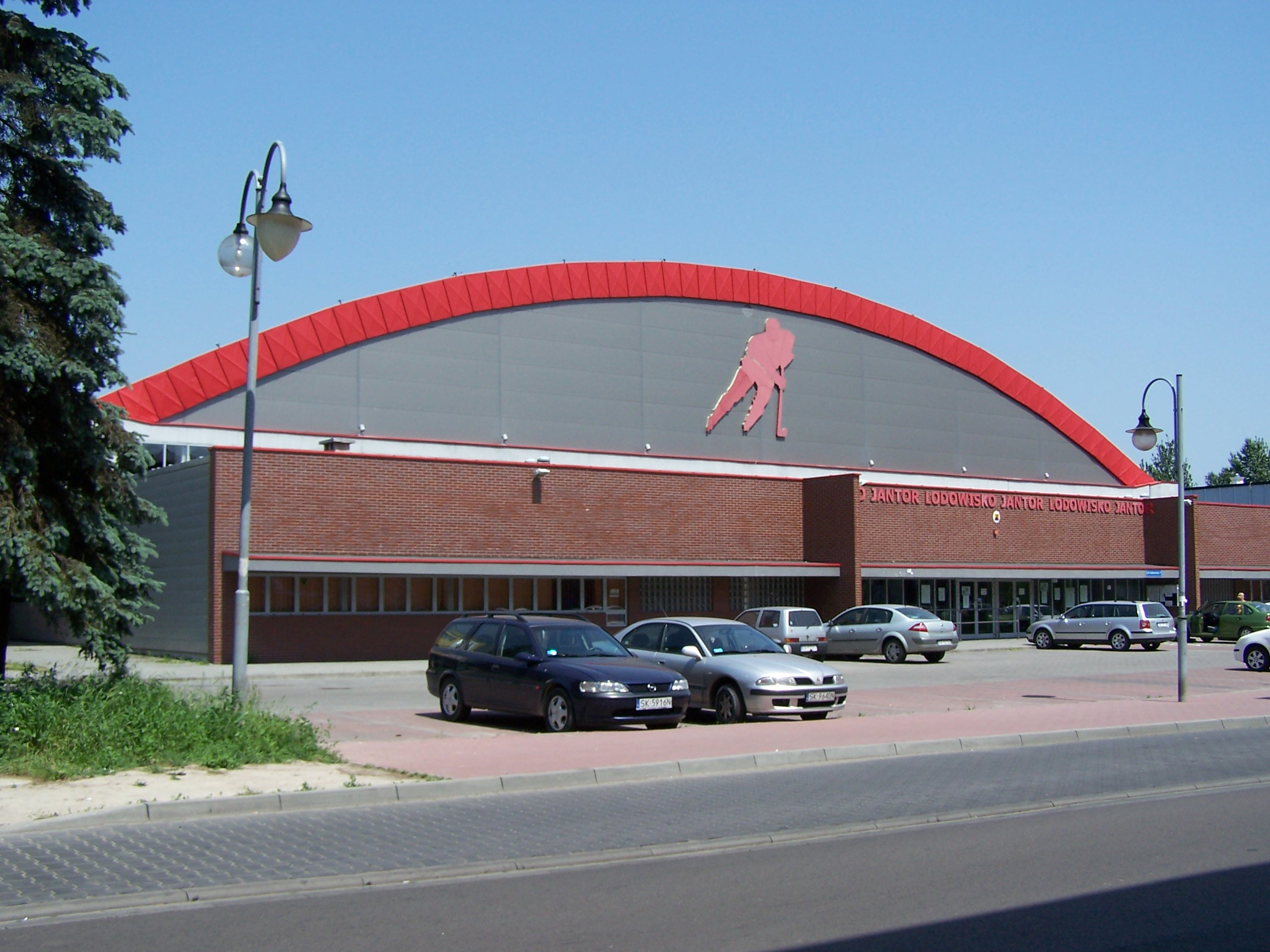
Ковзанка «Янтор» спортивного клубу Напшуд Янув

Першою спортивною організацією в робітничому містечку Нікішовець було гімнастичне товариство «Sokół». У 1920 році був створено футбольний клуб «Nikisz 20», але в 1938 році назву було змінено на «Pułaski». У 1923 році був засновано спортивний клуб «Nikiszowiec 23» для прихильників паланту — польського національного виду спорту, а також Товариство плавання «Giszowiec-Nikiszowiec 23», члени якого мали базу для плавання на озері Ставок Малгожата (Перлина) в Гішовець.
Завдяки спортсменці Розалії Кайзер-Пєсюр, яка з початку створення Товариства плавання, була його членом, воно було одним із найсильніших клубів у Польщі того періоду. Розалія Кайзер-Пісюр була багаторазовою чемпіонкою та рекордсменкою Польщі та учасницею Олімпіади в Амстердамі 1928 року. У 1937 році поруч з містечком було збудовано критий басейн. 
Після Другої світової війни футбольний спортивний клуб «Pułaski» був змінений на Робітничий спортивний клуб профспілки гірників «Напшуд Янув», який у 1949 році об'єднався з «Syła», «Giszowiec» та «Katowiczanka» в організацію «Gоrnik Janоw». У 1957 році «Напшуд Янув» мав чотири секції: хокей, футбол, веслування на каное та плавання, в яких займались мешканці Янув, Нікішовець та Гішовець. З 1962 по 1998 рр хокеїсти «Напшуд Янув» грали в Екстралізі Польщі.
У 1968—1970 роках для хокеїстів «Напшуд Янув» був побудований спортивний комплекс «Янтор» з ковзанкою, кафе, рестораном та готелем. У 1982 році комплекс «Янтор» було розширено спортивним і тренажерним залами. У 1998 році хокейний клуб «Напшуд Янув» припинив своє існування.

## Туризм

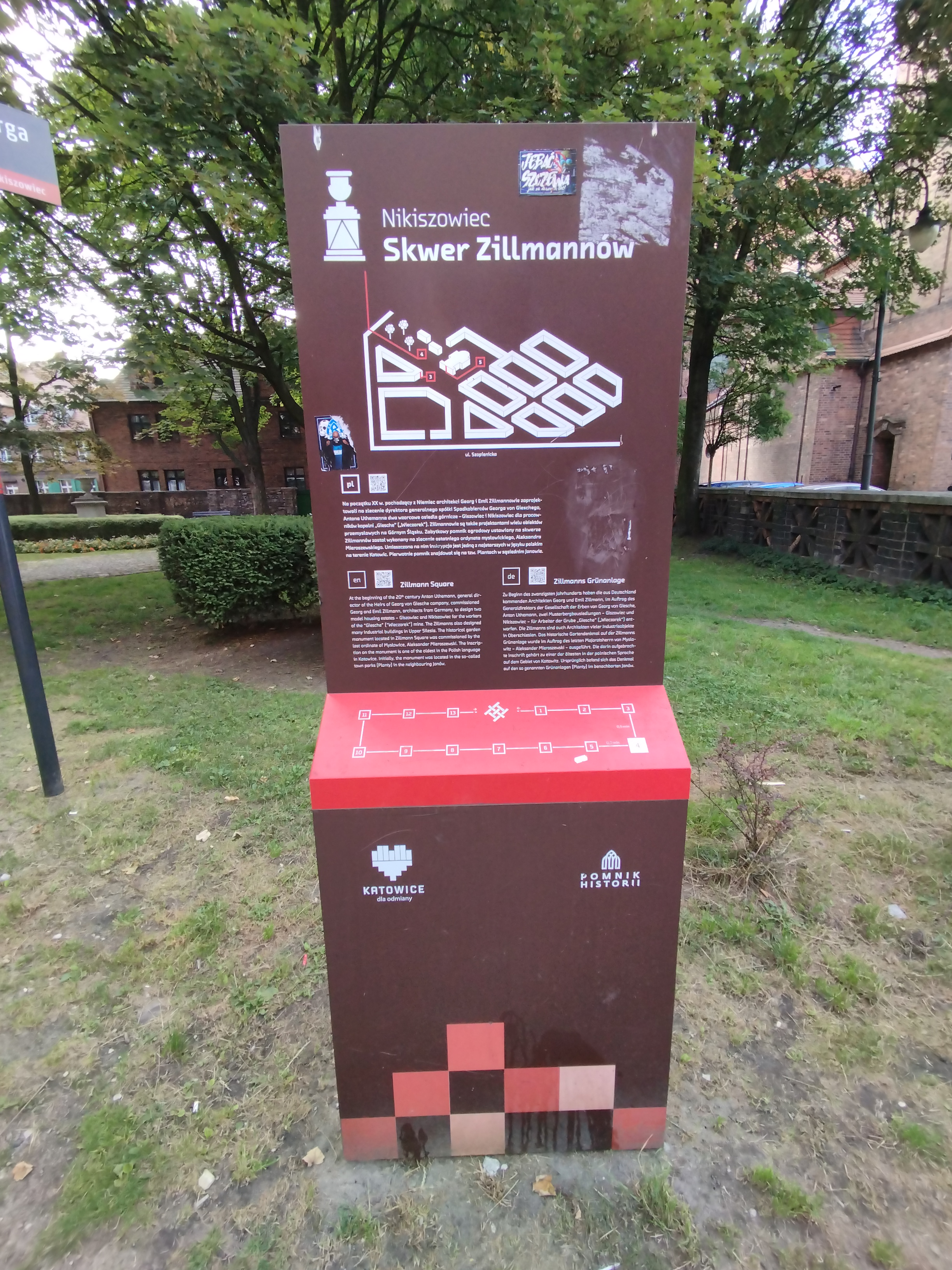
Інформаційний стенд у парку Еміля і Георга Цільманів

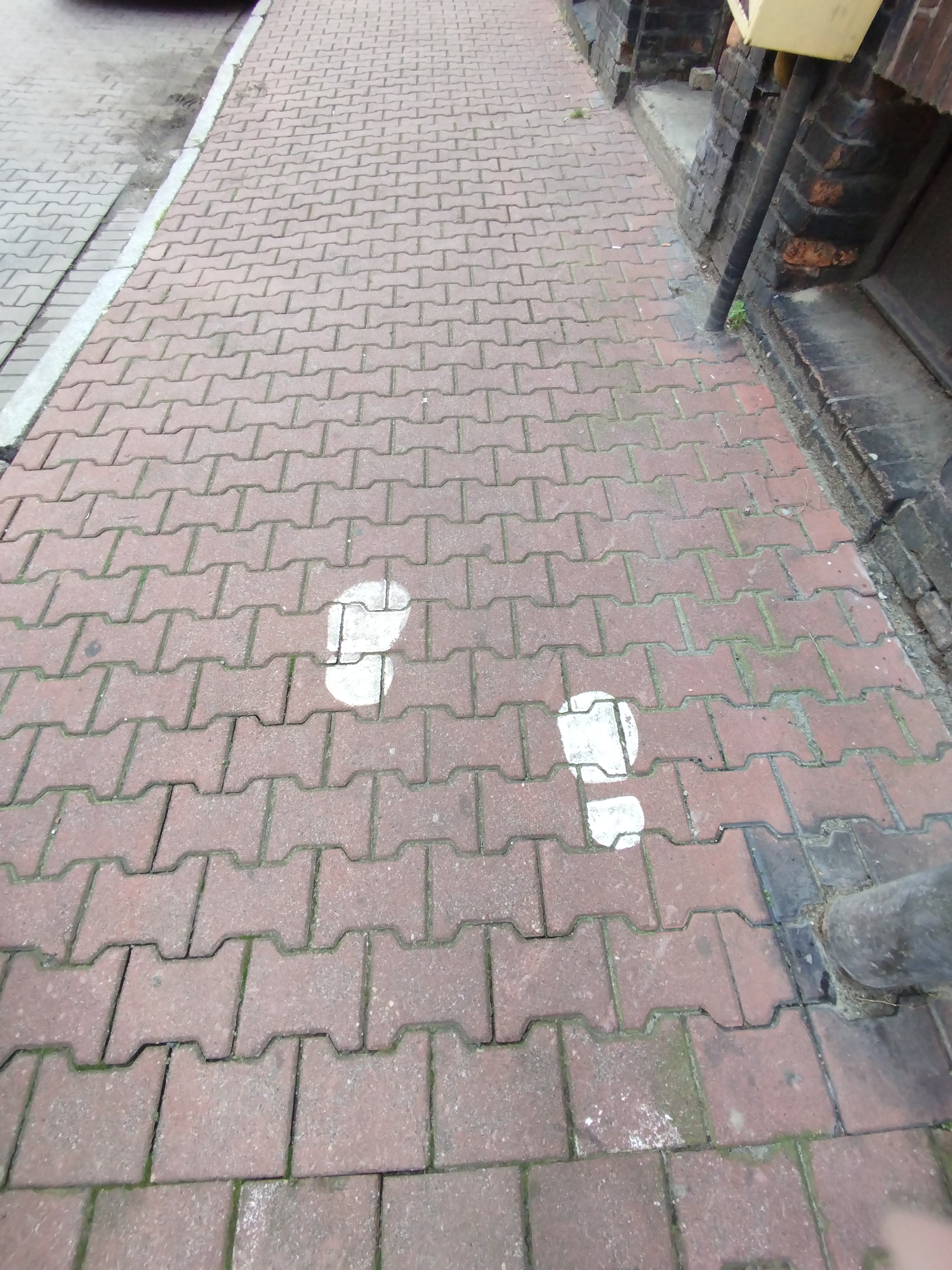
Маркування туристичного маршруту

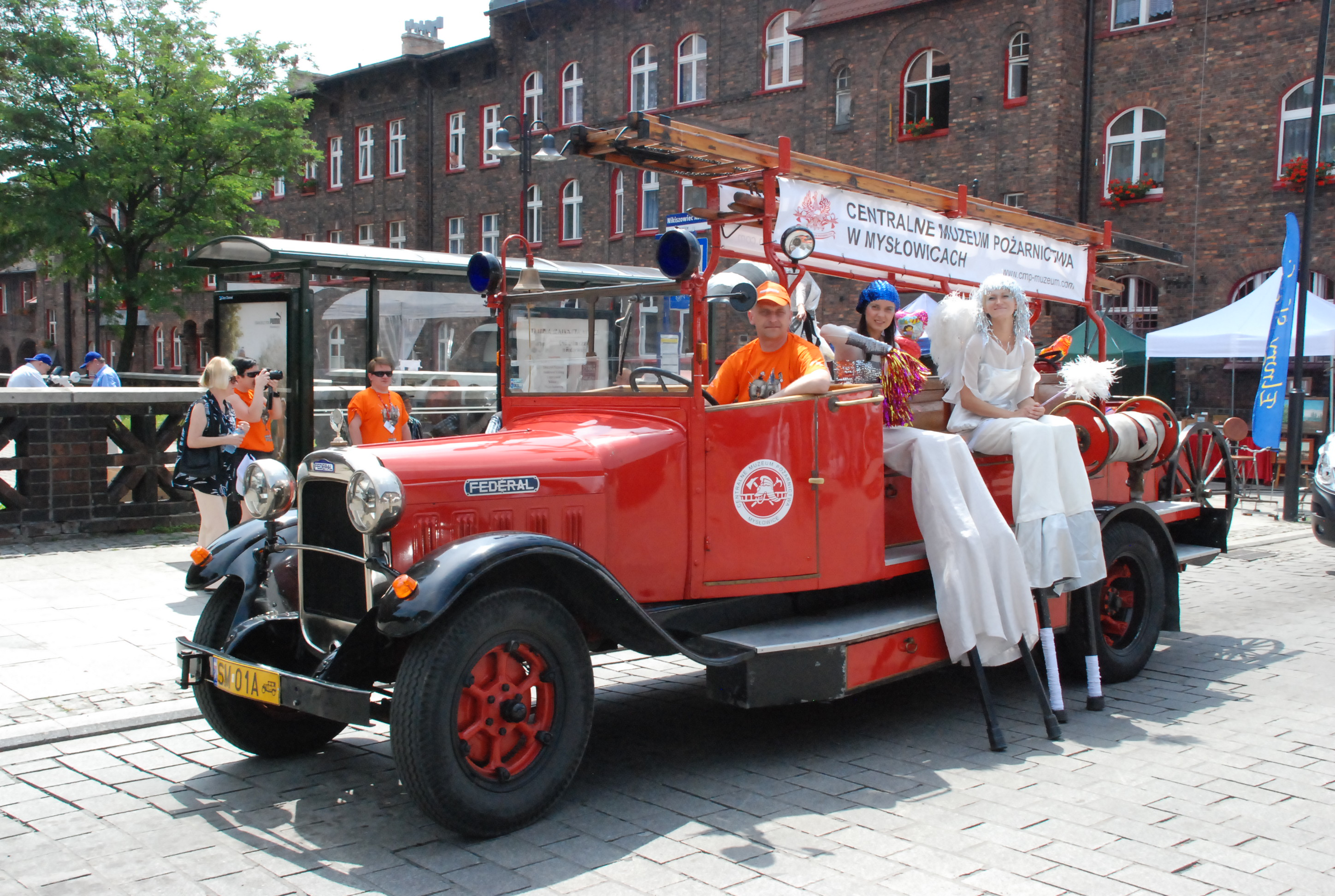
Індустріада на площі Визволення

Робітниче містечко Нікішовець вважається однією з найбільших історичних та архітектурних пам'яток міста Катовиці та Сілезії. З 2011 року Нікішовець має статус історичної пам'ятки Польщі.
Туристичний об'єкт «Житловий масив Нікішовець» є одним з 7 катовицьких об'єктів автомобільного туристичного Шляху індустріальних пам'яток Сілезького воєводства, який має 42 об'єкти постіндустріальної спадщини в майже 30 містах Верхньої Сілезії. У 2018 році район Нікішовець увійшов до списку об'єктів Шляху європейської промислової спадщини.
Влада Катовиці планує створити в місті комплексний туристичний продукт — Маршрут місцевих технічних пам'яток, до складу якого буде входити Нікішовець.
Туристичною сферою в містечку відає філія Історичного музею Катовиці. Міський відділ етнології цієї філії пропанує відвідати тимчасові виставки і дві постійні виставки: «Вода і мило — найкращий відбілювач. У Пральні та Сушильні в Нікішовець» та «В будинку Нікішовець».  Музей пропонує додаткові послуги: платний гід, аудіогід, музейні уроки, майстер-класи. У житловому масиві Нікішовець також існує мережа місцевих гідів. Для самостійного туризму по території прокладено пішохідний маршрут, встановлені інформаційні стенди з вказівниками, схемами-картами та короткими описами трьома мовами .

### Туристичні об'єкти та заходи
Об'єкти містечка Нікішовець, що мають туристичну привабливість:
- Житловий масив Нікішовець(1908—1918 рр.);
- Костел Св. Анни[pl];
- Мозаїка на будівлі пошти на площі Визволення;
- Постійні експозиції у філії Історичного музею Катовиці на вул. Римарська, 4[33];
- Вуличні маленькі фігурки — 9 катовіцьких бебоків[pl], які розміщені в різних місцях робітничого містечка[35].

Постійні туристичні події району Нікішовець:
- Ніч музеїв у філії Історичного музею Катовиці[33];
- Індустріада — найбільший фестиваль промислової спадщини у Східній Європі[72][73];
- Міжнародний фестиваль наївного мистецтва[74];
- Благодійні ярмарки «У бабусі Анни»[75];
- Різдвяний ярмарок у Нікіші[52][76];
- Свято День шахтаря (в цей день по містечку проходить гірничий оркестр та виконує музикальні композиції)[77].

### Туристичні стежки, що проходять через житловий масив Нікішовець
- Стежка індустріальних пам'яток : Ченстохова — Нікішовець — Живець[78].
- № 121: Янув — Нікішовець — Парк Боліна — Гішовець — Мурковські ліси[79].